# Marquesado de Casa Pontejos

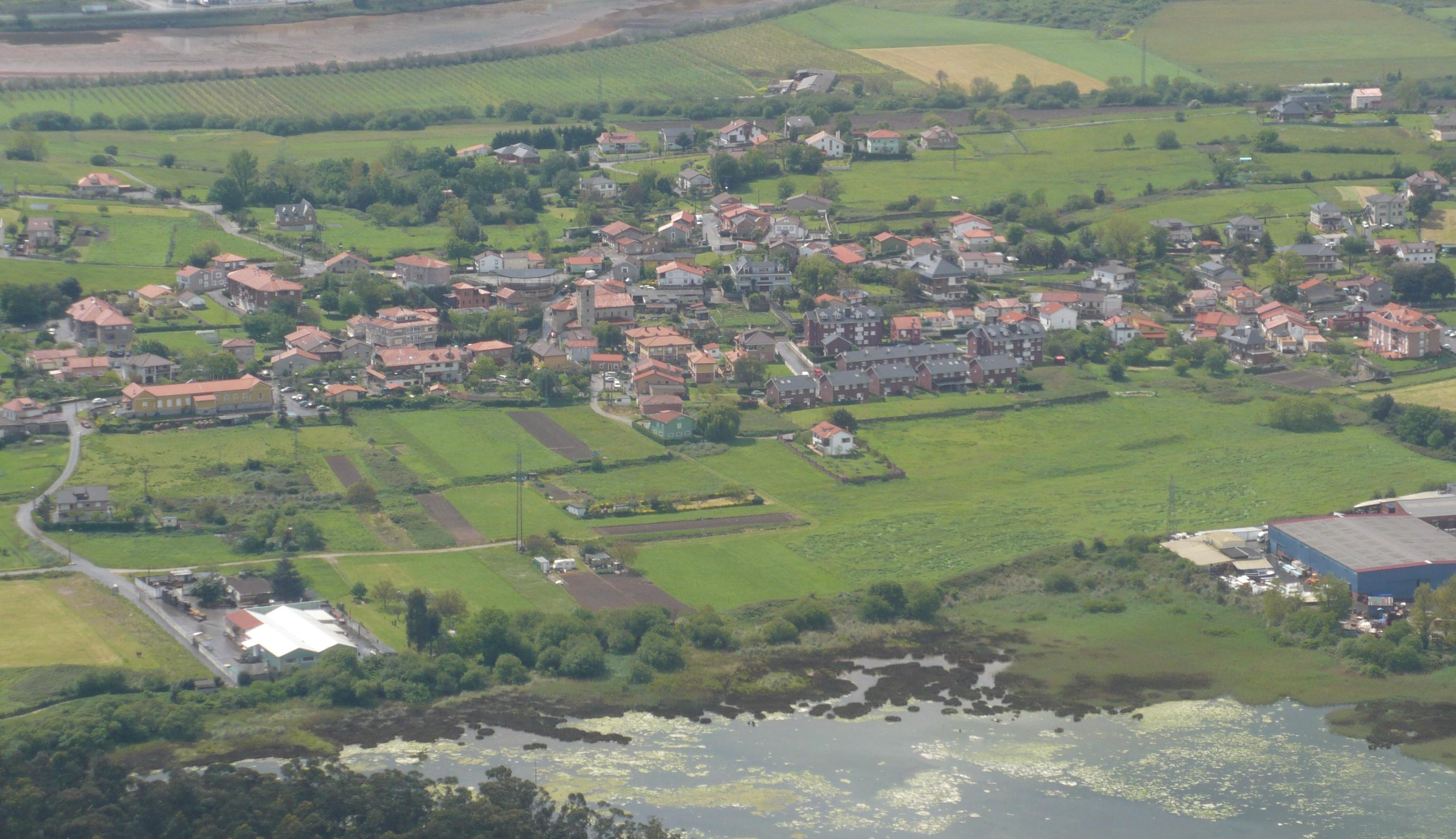
El lugar de Pontejos en la Marina de Cudeyo (Cantabria), de donde eran oriundos los Pontejos. Vista aérea desde la marisma de Engoa. Al fondo, la ría de San Salvador.

El marquesado de Casa Pontejos es un título nobiliario español que desde 1916 comporta la dignidad de grande de España. Fue creado por el rey Felipe V con el vizcondado previo de San Antonio, mediante Real Decreto del 9 de marzo de 1728 y Real Despacho del 29 de abril siguiente, en favor de Antonio de Pontejos y de la Cagiga, caballero de Santiago, del Consejo de las Órdenes, gentilhombre y ayuda de cámara de S.M.
La grandeza de España fue concesión del rey Alfonso XIII, por Real Decreto del 24 de febrero de 1915 y Real Despacho del 16 de diciembre de 1916, a la VII titular: Genoveva de Samaniego y Pando, dama de la reina María Cristina y de la Orden de María Luisa.
Los Pontejos eran un linaje hidalgo montañés, oriundo del lugar de su nombre en la Marina de Cudeyo, merindad de Trasmiera. Avecindados en Santander, eran regidores perpetuos de esta villa y del lugar de Valdecilla desde el siglo XVII. La línea agraciada con el título se estableció en Madrid: la casa de su mayorazgo estaba en la carrera de San Jerónimo (donde hoy se encuentra el Teatro Reina Victoria), feligresía de San Sebastián. Y de esta morada pasaron al palacio de Miraflores en la misma calle, al unirse por matrimonio ambas casas marquesales. En la corte poseyeron también una bóveda o cripta con sus enterramientos en el convento de la Purísma Concepción, de mercedarias descalzas, llamado de Don Juan de Alarcón.

## Lista de titulares
|                       | Titular                                       | Periodo               |
| Creación por Felipe V | Creación por Felipe V                         | Creación por Felipe V |
| --------------------- | --------------------------------------------- | --------------------- |
| I                     | Antonio de Pontejos y de la Cagiga            | 1728-1735             |
| II                    | Antonio Juan de Pontejos y Anchía             | 1735-1773             |
| III                   | Antonio Bruno de Pontejos y Sesma             | 1773-1807             |
| IV                    | Mariana de Pontejos y Sandoval                | 1807-1834             |
| V                     | Vicenta Moñino y Pontejos                     | 1848-1867             |
| VI                    | Carlota de Pando y Moñino                     | 1867-1890             |
| VII                   | Genoveva de Samaniego y Pando                 | 1891-1923             |
| VIII                  | Manuel Álvarez de Toledo y Samaniego          | 1923-1935             |
| IX                    | Alonso Álvarez de Toledo y Mencos             | 1935-1950             |
| X                     | María del Rosario Álvarez de Toledo y Rúspoli | 1951-2017             |
| XI                    | Manuel Álvarez de Toledo y Mencos             | 2018-hoy              |

## Árbol genealógico
|                                                            |                                                            |                                                            |                                                            |                                                            |                                                            |  |  | Antonio de Pontejos, I marqués de Casa Pontejos (1676-1735)                                                        | | | | | |  |  | | | | | | |  |  |  |  |  |  |  |  |  |  |
|                                                            |                                                            |                                                            |                                                            |                                                            |                                                            |  |  | | | | | | |  |  | | | | | | |  |  |  |  |  |  |  |  |  |  |
|                                                            |                                                            |                                                            |                                                            |                                                            |                                                            |  |  | Antonio de Pontejos, II marqués de Casa Pontejos (1711-1773)                                                       | | | | | |  |  | | | | | | |  |  |  |  |  |  |  |  |  |  |
|                                                            |                                                            |                                                            |                                                            |                                                            |                                                            |  |  | | | | | | |  |  | | | | | | |  |  |  |  |  |  |  |  |  |  |
|                                                            |                                                            |                                                            |                                                            |                                                            |                                                            |  |  | Antonio de Pontejos, III marqués de Casa Pontejos (1732-1807)                                                      | | | | | |  |  | | | | | | |  |  |  |  |  |  |  |  |  |  |
|                                                            |                                                            |                                                            |                                                            |                                                            |                                                            |  |  | | | | | | |  |  | | | | | | |  |  |  |  |  |  |  |  |  |  |
|                                                            |                                                            |                                                            |                                                            |                                                            |                                                            |  |  | Mariana de Pontejos, IV marquesa de Casa Pontejos (1762-1834)                                                      | | | | | |  |  | | | | | | |  |  |  |  |  |  |  |  |  |  |
|                                                            |                                                            |                                                            |                                                            |                                                            |                                                            |  |  | | | | | | |  |  | | | | | | |  |  |  |  |  |  |  |  |  |  |
|                                                            |                                                            |                                                            |                                                            |                                                            |                                                            |  |  | | | | | | |  |  | | | | | | |  |  |  |  |  |  |  |  |  |  |
|                                                            |                                                            |                                                            |                                                            |                                                            |                                                            |  |  | María Vicenta Moñino, marquesa de Miraflores, II condesa de Floridablanca, V marquesa de Casa Pontejos (1795-1867) | María Vicenta Moñino, marquesa de Miraflores, II condesa de Floridablanca, V marquesa de Casa Pontejos (1795-1867) | María Vicenta Moñino, marquesa de Miraflores, II condesa de Floridablanca, V marquesa de Casa Pontejos (1795-1867) | María Vicenta Moñino, marquesa de Miraflores, II condesa de Floridablanca, V marquesa de Casa Pontejos (1795-1867) | María Vicenta Moñino, marquesa de Miraflores, II condesa de Floridablanca, V marquesa de Casa Pontejos (1795-1867) | María Vicenta Moñino, marquesa de Miraflores, II condesa de Floridablanca, V marquesa de Casa Pontejos (1795-1867) |  |  | Mariana Moñino y Pontejos                                                                                    | Mariana Moñino y Pontejos                                                                                    | Mariana Moñino y Pontejos                                                                                    | Mariana Moñino y Pontejos                                                                                    | Mariana Moñino y Pontejos                                                                                    | Mariana Moñino y Pontejos                                                                                    |  |  |  |  |  |  |  |  |  |  |
|                                                            |                                                            |                                                            |                                                            |                                                            |                                                            |  |  | María Vicenta Moñino, marquesa de Miraflores, II condesa de Floridablanca, V marquesa de Casa Pontejos (1795-1867) | María Vicenta Moñino, marquesa de Miraflores, II condesa de Floridablanca, V marquesa de Casa Pontejos (1795-1867) | María Vicenta Moñino, marquesa de Miraflores, II condesa de Floridablanca, V marquesa de Casa Pontejos (1795-1867) | María Vicenta Moñino, marquesa de Miraflores, II condesa de Floridablanca, V marquesa de Casa Pontejos (1795-1867) | María Vicenta Moñino, marquesa de Miraflores, II condesa de Floridablanca, V marquesa de Casa Pontejos (1795-1867) | María Vicenta Moñino, marquesa de Miraflores, II condesa de Floridablanca, V marquesa de Casa Pontejos (1795-1867) |  |  | Mariana Moñino y Pontejos                                                                                    | Mariana Moñino y Pontejos                                                                                    | Mariana Moñino y Pontejos                                                                                    | Mariana Moñino y Pontejos                                                                                    | Mariana Moñino y Pontejos                                                                                    | Mariana Moñino y Pontejos                                                                                    |  |  |  |  |  |  |  |  |  |  |
|                                                            |                                                            |                                                            |                                                            |                                                            |                                                            |  |  | Carolina de Pando, III marquesa de Miraflores, VI marquesa de Casa Pontejos (1815–1890)                            | Carolina de Pando, III marquesa de Miraflores, VI marquesa de Casa Pontejos (1815–1890)                            | Carolina de Pando, III marquesa de Miraflores, VI marquesa de Casa Pontejos (1815–1890)                            | Carolina de Pando, III marquesa de Miraflores, VI marquesa de Casa Pontejos (1815–1890)                            | Carolina de Pando, III marquesa de Miraflores, VI marquesa de Casa Pontejos (1815–1890)                            | Carolina de Pando, III marquesa de Miraflores, VI marquesa de Casa Pontejos (1815–1890)                            |  |  | José María de Castillejo, III conde de Floridablanca (1826-1892) Con sucesión en los condes de Floridablanca | José María de Castillejo, III conde de Floridablanca (1826-1892) Con sucesión en los condes de Floridablanca | José María de Castillejo, III conde de Floridablanca (1826-1892) Con sucesión en los condes de Floridablanca | José María de Castillejo, III conde de Floridablanca (1826-1892) Con sucesión en los condes de Floridablanca | José María de Castillejo, III conde de Floridablanca (1826-1892) Con sucesión en los condes de Floridablanca | José María de Castillejo, III conde de Floridablanca (1826-1892) Con sucesión en los condes de Floridablanca |  |  |  |  |  |  |  |  |  |  |
|                                                            |                                                            |                                                            |                                                            |                                                            |                                                            |  |  | Carolina de Pando, III marquesa de Miraflores, VI marquesa de Casa Pontejos (1815–1890)                            | Carolina de Pando, III marquesa de Miraflores, VI marquesa de Casa Pontejos (1815–1890)                            | Carolina de Pando, III marquesa de Miraflores, VI marquesa de Casa Pontejos (1815–1890)                            | Carolina de Pando, III marquesa de Miraflores, VI marquesa de Casa Pontejos (1815–1890)                            | Carolina de Pando, III marquesa de Miraflores, VI marquesa de Casa Pontejos (1815–1890)                            | Carolina de Pando, III marquesa de Miraflores, VI marquesa de Casa Pontejos (1815–1890)                            |  |  | José María de Castillejo, III conde de Floridablanca (1826-1892) Con sucesión en los condes de Floridablanca | José María de Castillejo, III conde de Floridablanca (1826-1892) Con sucesión en los condes de Floridablanca | José María de Castillejo, III conde de Floridablanca (1826-1892) Con sucesión en los condes de Floridablanca | José María de Castillejo, III conde de Floridablanca (1826-1892) Con sucesión en los condes de Floridablanca | José María de Castillejo, III conde de Floridablanca (1826-1892) Con sucesión en los condes de Floridablanca | José María de Castillejo, III conde de Floridablanca (1826-1892) Con sucesión en los condes de Floridablanca |  |  |  |  |  |  |  |  |  |  |
|                                                            |                                                            |                                                            |                                                            |                                                            |                                                            |  |  | | | | | | |  |  | | | | | | |  |  |  |  |  |  |  |  |  |  |
| Honorio de Samaniego, IV marqués de Miraflores (1833-1917) | Honorio de Samaniego, IV marqués de Miraflores (1833-1917) | Honorio de Samaniego, IV marqués de Miraflores (1833-1917) | Honorio de Samaniego, IV marqués de Miraflores (1833-1917) | Honorio de Samaniego, IV marqués de Miraflores (1833-1917) | Honorio de Samaniego, IV marqués de Miraflores (1833-1917) |  |  | Genoveva de Samaniego, V marquesa de Miraflores, VII marquesa de Casa Pontejos (1841-1926)                         | Genoveva de Samaniego, V marquesa de Miraflores, VII marquesa de Casa Pontejos (1841-1926)                         | Genoveva de Samaniego, V marquesa de Miraflores, VII marquesa de Casa Pontejos (1841-1926)                         | Genoveva de Samaniego, V marquesa de Miraflores, VII marquesa de Casa Pontejos (1841-1926)                         | Genoveva de Samaniego, V marquesa de Miraflores, VII marquesa de Casa Pontejos (1841-1926)                         | Genoveva de Samaniego, V marquesa de Miraflores, VII marquesa de Casa Pontejos (1841-1926)                         |  |  | | | | | | |  |  |  |  |  |  |  |  |  |  |
| Honorio de Samaniego, IV marqués de Miraflores (1833-1917) | Honorio de Samaniego, IV marqués de Miraflores (1833-1917) | Honorio de Samaniego, IV marqués de Miraflores (1833-1917) | Honorio de Samaniego, IV marqués de Miraflores (1833-1917) | Honorio de Samaniego, IV marqués de Miraflores (1833-1917) | Honorio de Samaniego, IV marqués de Miraflores (1833-1917) |  |  | Genoveva de Samaniego, V marquesa de Miraflores, VII marquesa de Casa Pontejos (1841-1926)                         | Genoveva de Samaniego, V marquesa de Miraflores, VII marquesa de Casa Pontejos (1841-1926)                         | Genoveva de Samaniego, V marquesa de Miraflores, VII marquesa de Casa Pontejos (1841-1926)                         | Genoveva de Samaniego, V marquesa de Miraflores, VII marquesa de Casa Pontejos (1841-1926)                         | Genoveva de Samaniego, V marquesa de Miraflores, VII marquesa de Casa Pontejos (1841-1926)                         | Genoveva de Samaniego, V marquesa de Miraflores, VII marquesa de Casa Pontejos (1841-1926)                         |  |  | | | | | | |  |  |  |  |  |  |  |  |  |  |
|                                                            |                                                            |                                                            |                                                            |                                                            |                                                            |  |  | Manuel Álvarez de Toledo, VI marqués de Miraflores, VIII marqués de Casa Pontejos (1868-1932)                      | | | | | |  |  | | | | | | |  |  |  |  |  |  |  |  |  |  |
|                                                            |                                                            |                                                            |                                                            |                                                            |                                                            |  |  | | | | | | |  |  | | | | | | |  |  |  |  |  |  |  |  |  |  |
|                                                            |                                                            |                                                            |                                                            |                                                            |                                                            |  |  | Alonso Álvarez de Toledo, IV duque de Zaragoza, IX marqués de Casa Pontejos (1896-1990)                            | | | | | |  |  | | | | | | |  |  |  |  |  |  |  |  |  |  |
|                                                            |                                                            |                                                            |                                                            |                                                            |                                                            |  |  | | | | | | |  |  | | | | | | |  |  |  |  |  |  |  |  |  |  |
|                                                            |                                                            |                                                            |                                                            |                                                            |                                                            |  |  | | | | | | |  |  | | | | | | |  |  |  |  |  |  |  |  |  |  |
|                                                            |                                                            |                                                            |                                                            |                                                            |                                                            |  |  | María del Rosario Álvarez de Toledo, X marquesa de Casa Pontejos (1923-2017)                                       | María del Rosario Álvarez de Toledo, X marquesa de Casa Pontejos (1923-2017)                                       | María del Rosario Álvarez de Toledo, X marquesa de Casa Pontejos (1923-2017)                                       | María del Rosario Álvarez de Toledo, X marquesa de Casa Pontejos (1923-2017)                                       | María del Rosario Álvarez de Toledo, X marquesa de Casa Pontejos (1923-2017)                                       | María del Rosario Álvarez de Toledo, X marquesa de Casa Pontejos (1923-2017)                                       |  |  | Manuel Álvarez de Toledo, V duque de Zaragoza, XI marqués de Casa Pontejos (n. 1937)                         | Manuel Álvarez de Toledo, V duque de Zaragoza, XI marqués de Casa Pontejos (n. 1937)                         | Manuel Álvarez de Toledo, V duque de Zaragoza, XI marqués de Casa Pontejos (n. 1937)                         | Manuel Álvarez de Toledo, V duque de Zaragoza, XI marqués de Casa Pontejos (n. 1937)                         | Manuel Álvarez de Toledo, V duque de Zaragoza, XI marqués de Casa Pontejos (n. 1937)                         | Manuel Álvarez de Toledo, V duque de Zaragoza, XI marqués de Casa Pontejos (n. 1937)                         |  |  |  |  |  |  |  |  |  |  |
|                                                            |                                                            |                                                            |                                                            |                                                            |                                                            |  |  | María del Rosario Álvarez de Toledo, X marquesa de Casa Pontejos (1923-2017)                                       | María del Rosario Álvarez de Toledo, X marquesa de Casa Pontejos (1923-2017)                                       | María del Rosario Álvarez de Toledo, X marquesa de Casa Pontejos (1923-2017)                                       | María del Rosario Álvarez de Toledo, X marquesa de Casa Pontejos (1923-2017)                                       | María del Rosario Álvarez de Toledo, X marquesa de Casa Pontejos (1923-2017)                                       | María del Rosario Álvarez de Toledo, X marquesa de Casa Pontejos (1923-2017)                                       |  |  | Manuel Álvarez de Toledo, V duque de Zaragoza, XI marqués de Casa Pontejos (n. 1937)                         | Manuel Álvarez de Toledo, V duque de Zaragoza, XI marqués de Casa Pontejos (n. 1937)                         | Manuel Álvarez de Toledo, V duque de Zaragoza, XI marqués de Casa Pontejos (n. 1937)                         | Manuel Álvarez de Toledo, V duque de Zaragoza, XI marqués de Casa Pontejos (n. 1937)                         | Manuel Álvarez de Toledo, V duque de Zaragoza, XI marqués de Casa Pontejos (n. 1937)                         | Manuel Álvarez de Toledo, V duque de Zaragoza, XI marqués de Casa Pontejos (n. 1937)                         |  |  |  |  |  |  |  |  |  |  |
|                                                            |                                                            |                                                            |                                                            |                                                            |                                                            |  |  | | | | | | |  |  | Victoria Álvarez de Toledo y González                                                                        | | | | | |  |  |  |  |  |  |  |  |  |  |

## Historia genealógica

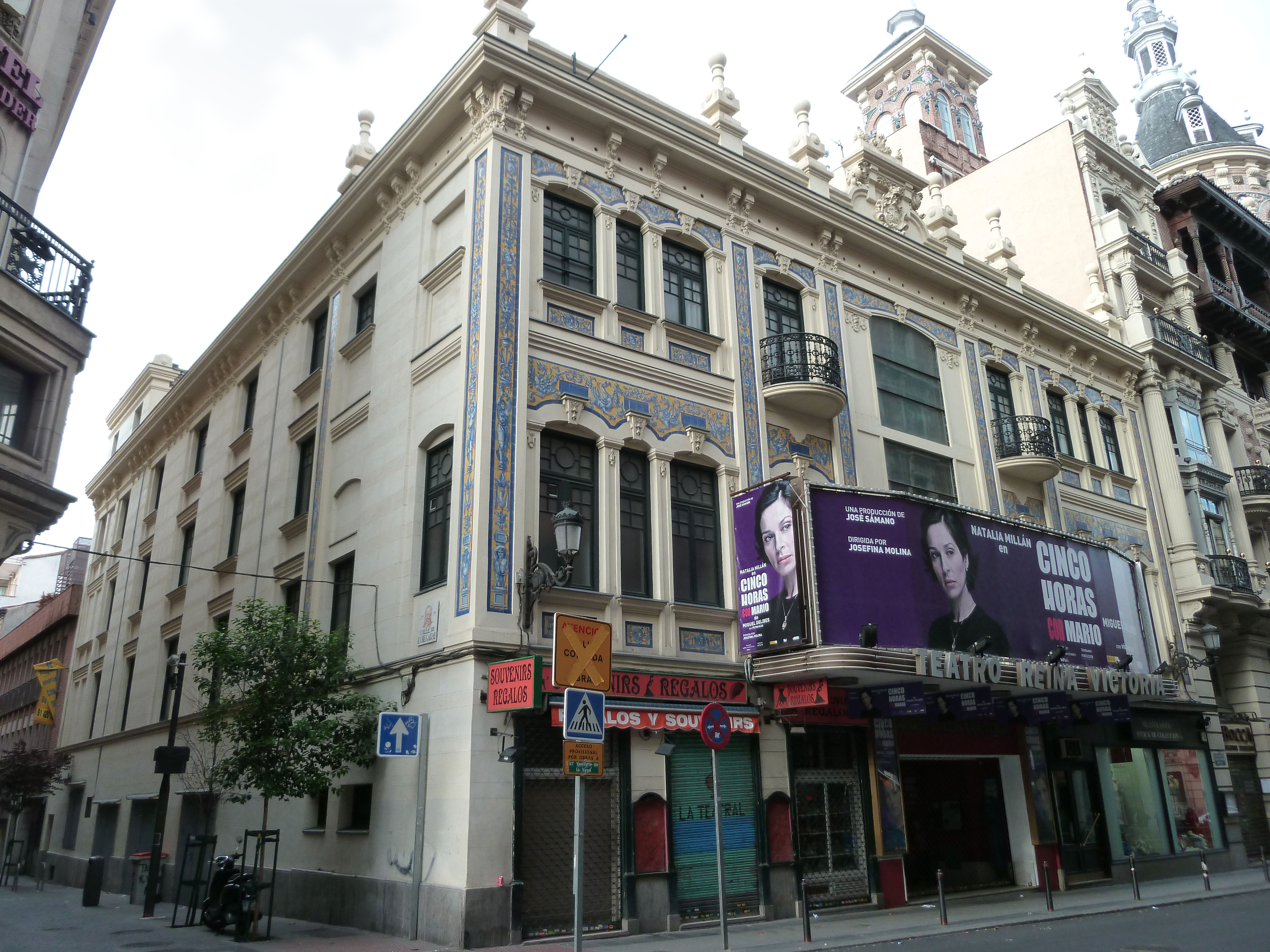
El Teatro Reina Victoria en la madrileña carrera de San Jerónimo, esquina a la calle de Echegaray. Construido en 1916 en el solar de la antigua casa del mayorazgo de Pontejos.

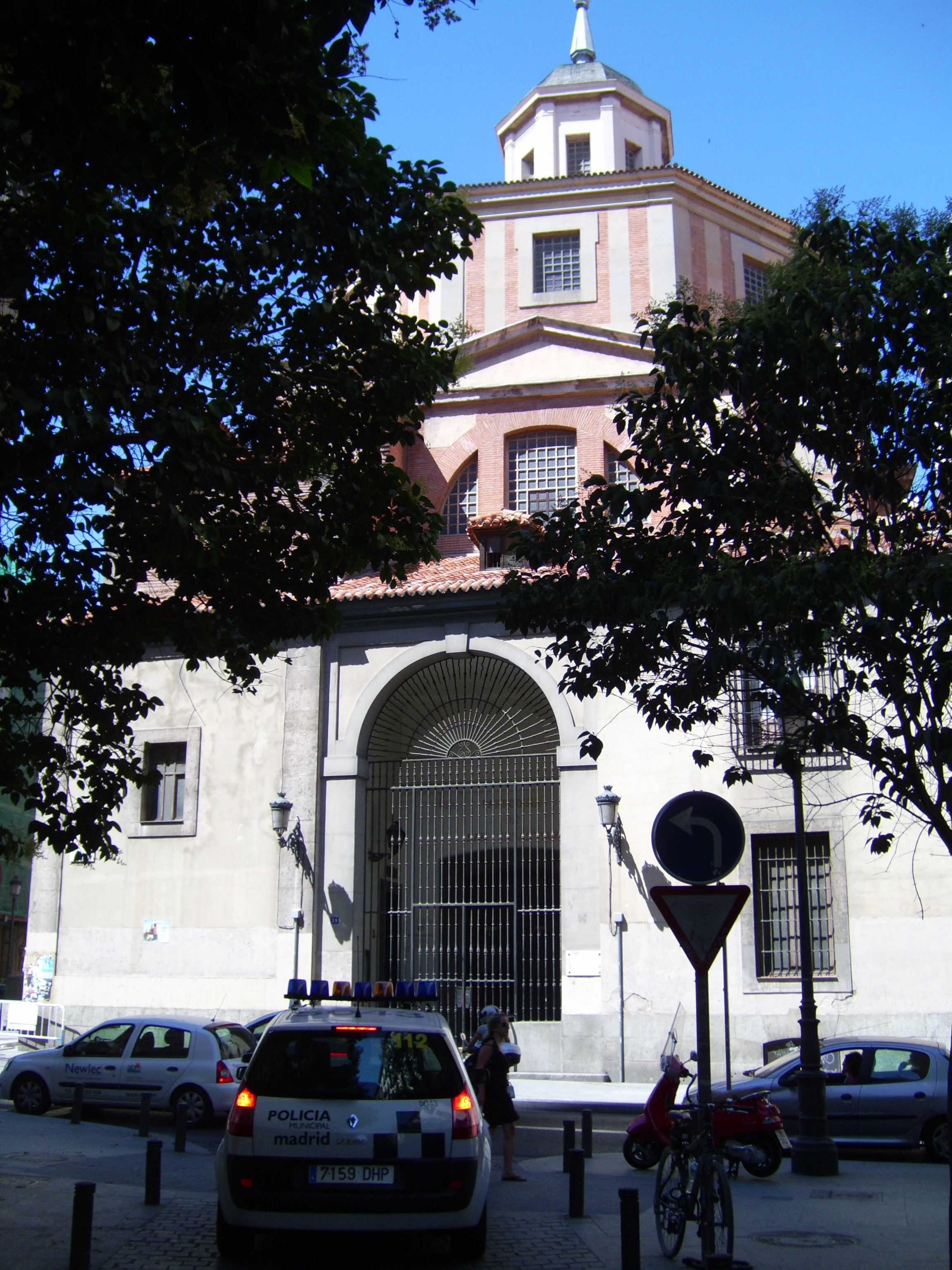
La iglesia parroquial de San Sebastián, en la madrileña calle de Atocha, de la que eran feligreses los marqueses de Casa Pontejos. Los libros de su archivo guardan la historia genealógica de esta familia.

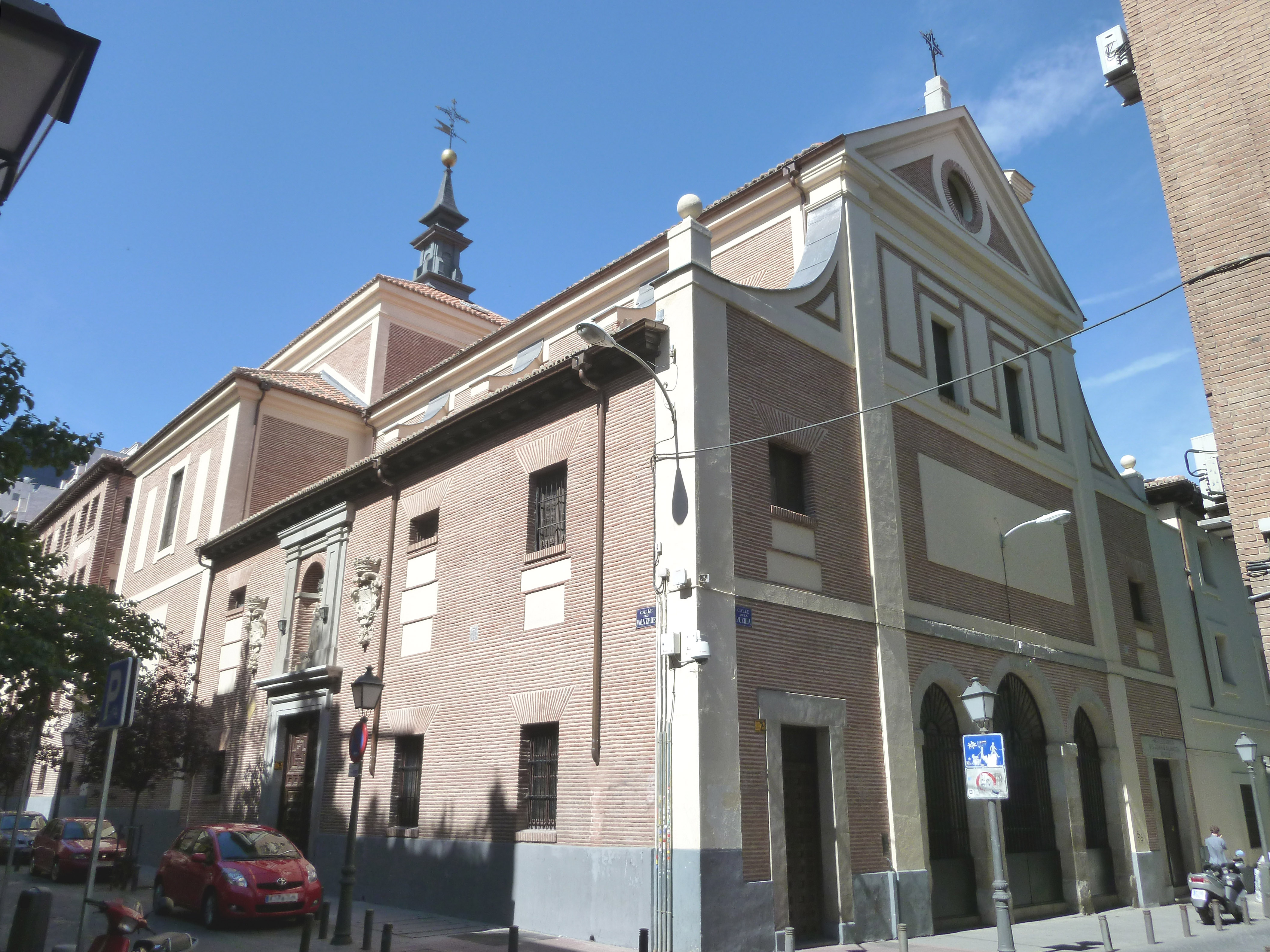
El convento de la Purísima Concepción de mercedarias descalzas, llamado de Don Juan de Alarcón, en la madrileña calle de Valverde. En una bóveda o cripta de esta iglesia conventual tenían su panteón los marqueses de Casa Pontejos.

Mariana de Pontejos y Sandoval (1762-1834), IV marquesa de Casa Pontejos. Retrato pintado por Goya en 1786. Galería Nacional de Arte, Washington.

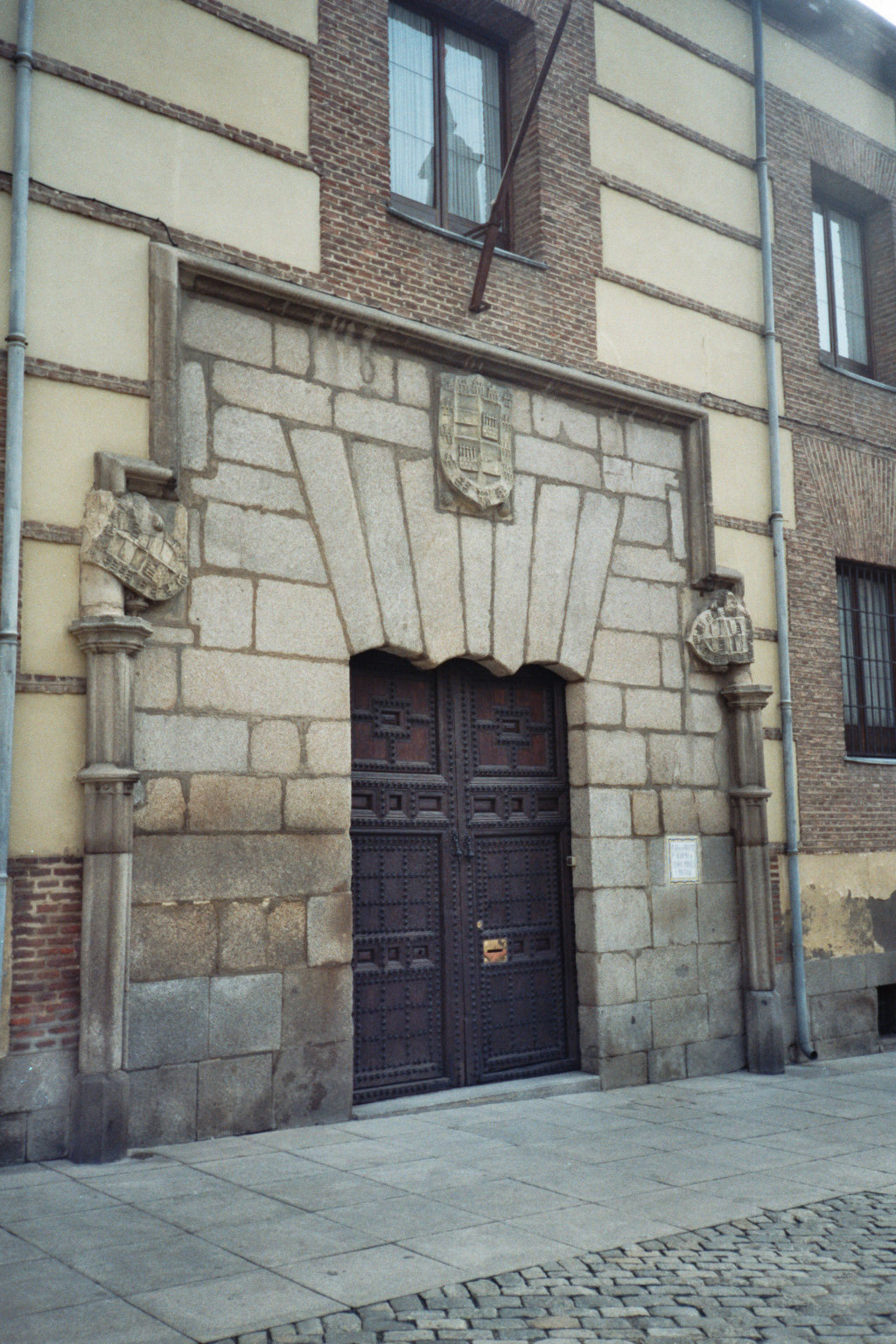
La Junta de Damas de Honor y Mérito fue fundada en 1787, en el seno de la Real Sociedad Económica Matritense de Amigos del País y bajo la presidencia de la condesa-duquesa de Benavente, con el fin principal de promover la educación femenina. El alma de esta empresa fue Francisca de Sales Portocarrero, condesa de Montijo, y también figuraban entre las fundadoras María Isidra de Guzmán y de la Cerda (después marquesa de Guadalcázar) y Mariana de Pontejos y Sandoval (que todavía no era marquesa de Casa Pontejos y usaba el dictado de presidenta del Consejo de Indias). Puerta de la Casa y Torre de los Lujanes, sede actual de la Económica, en la madrileña plaza de la Villa.

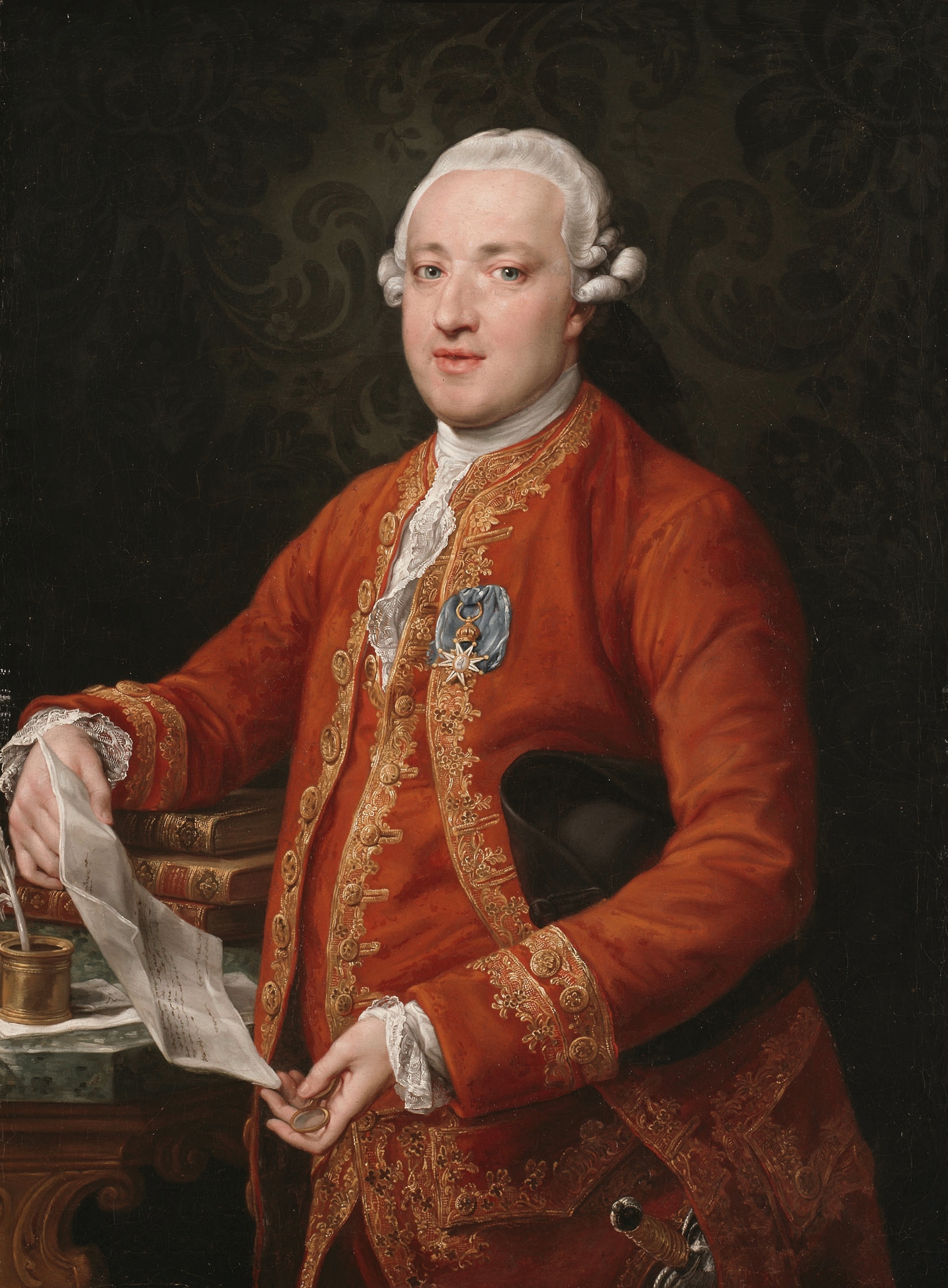
José Moñino y Redondo (1728-1808), I conde de Floridablanca, secretario del Despacho de Estado de Carlos III y Carlos IV. Retrato pintado por Pompeo Batoni en 1776 (Instituto de Arte de Chicago). Su hermano e inmediato sucesor, Francisco Moñino, casó con la IV marquesa de Casa Pontejos. El condado de Floridablanca, por disposición del concesionario, es incompatible con el mayorazgo de Pontejos, y se ha sucedido en una línea menor de esta casa.

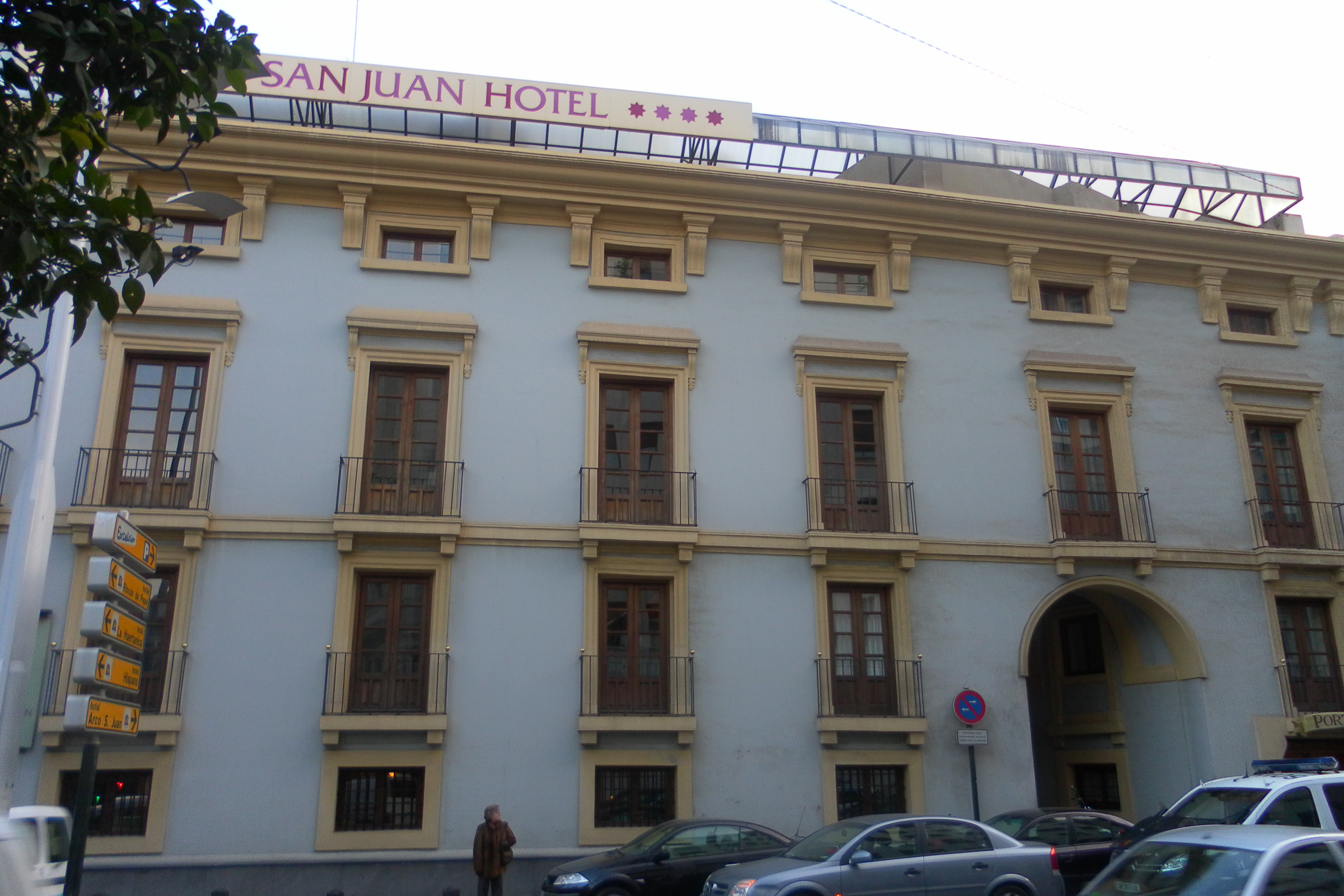
Palacio de Floridablanca en Murcia, hoy destinado a hotel. Al ser destituido en 1792, el conde de Floridablanca se retiró a Hellín, a casa de su hermano Francisco, también desterrado de la corte. Después edificó este palacio en su ciudad natal, y lo habitó hasta que en 1808 fue llamado a presidir la Junta Central. Su elección para este cargo —que comportaba el tratamiento de Alteza Serenísima y honores de infante de España— supuso la total rehabilitación de Floridablanca justo antes de su muerte.

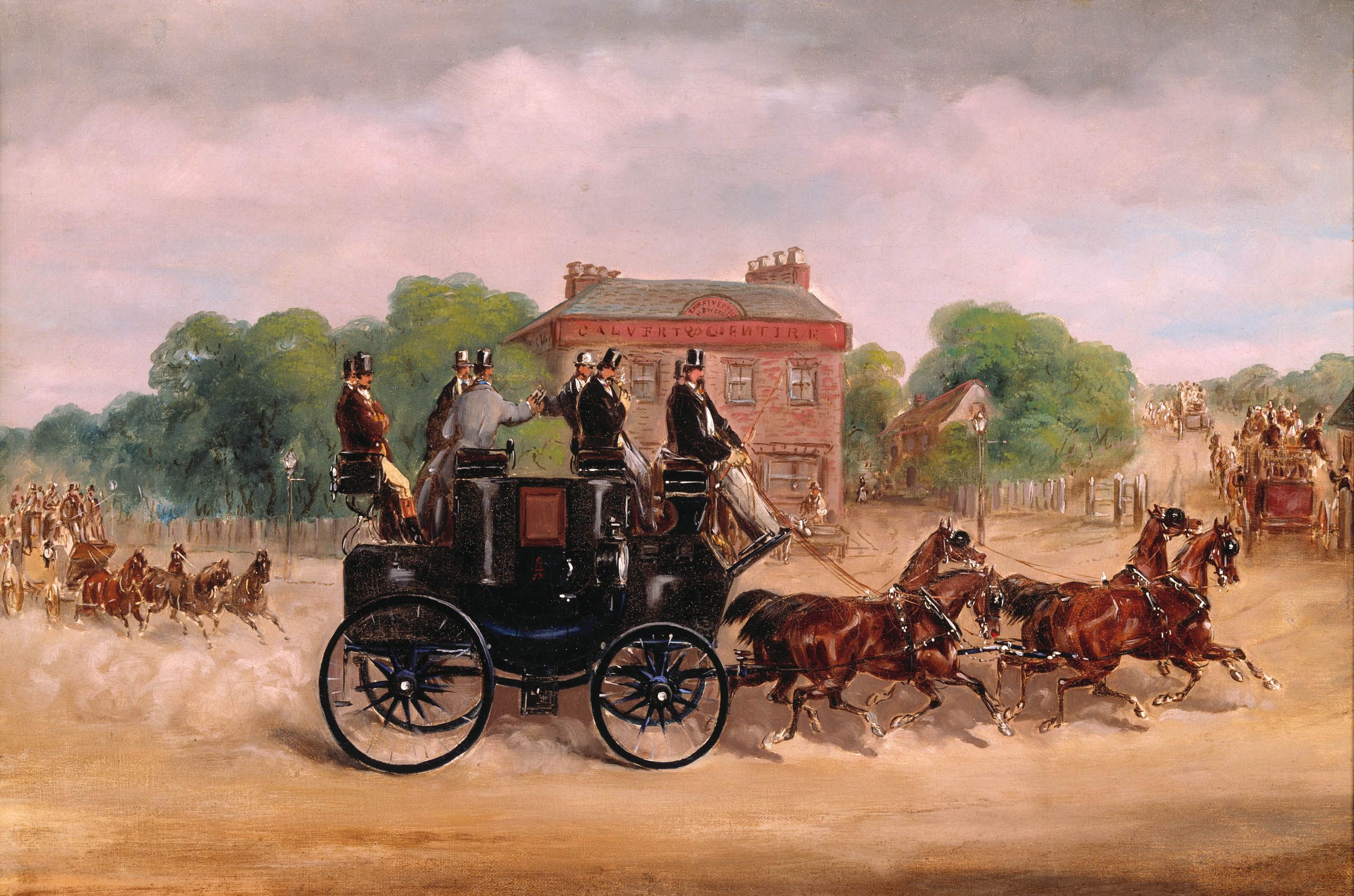
Multas a los carruajes. El furor recaudatorio de las autoridades municipales madrileñas no es solo cosa de hoy: a principios del siglo XIX ya hacía presa en el tránsito de carruajes por la villa. El 12 de abril de 1817 un alcalde de Casa y Corte impuso una multa de 50 ducados a la IV marquesa de Casa Pontejos por circular indebidamente con su tiro de caballos.

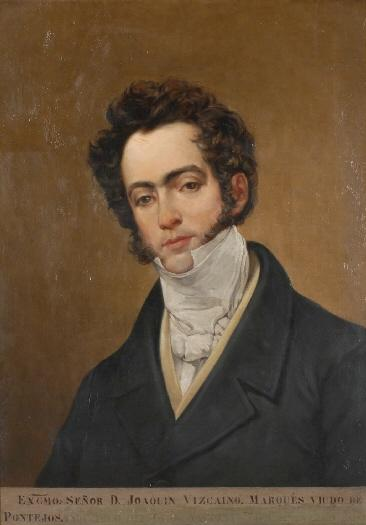
Joaquín Vizcaíno y Martínez Moles (1790-1840), marqués viudo de Casa Pontejos, corregidor de Madrid y fundador de la Caja de Ahorros de esta villa. Retrato realizado en 1854 por Vicente Esquivel. Galería de retratos de Alcaldes del Ayuntamiento de Madrid.

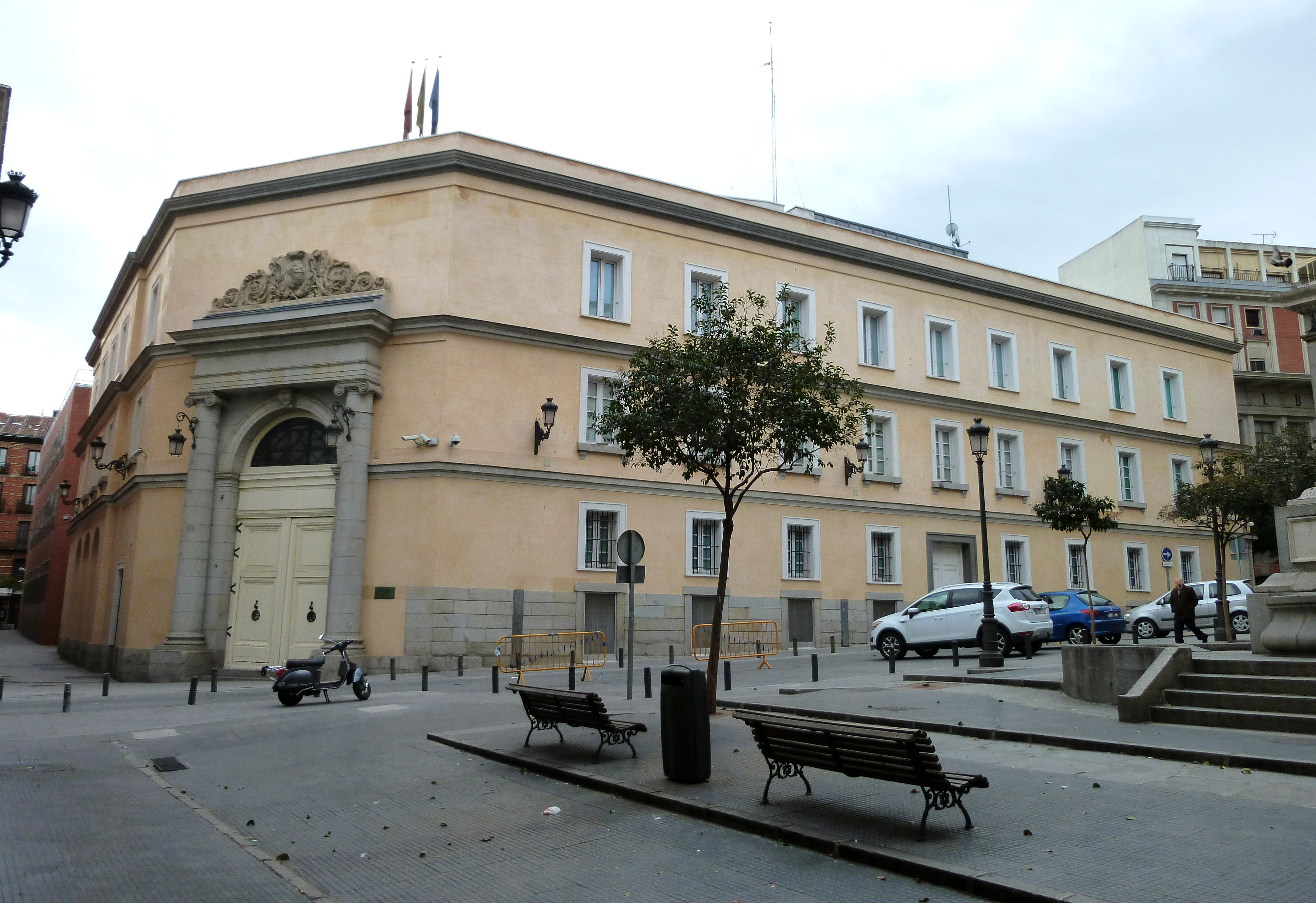
Real Casa de Postas en la plaza de Pontejos de Madrid.

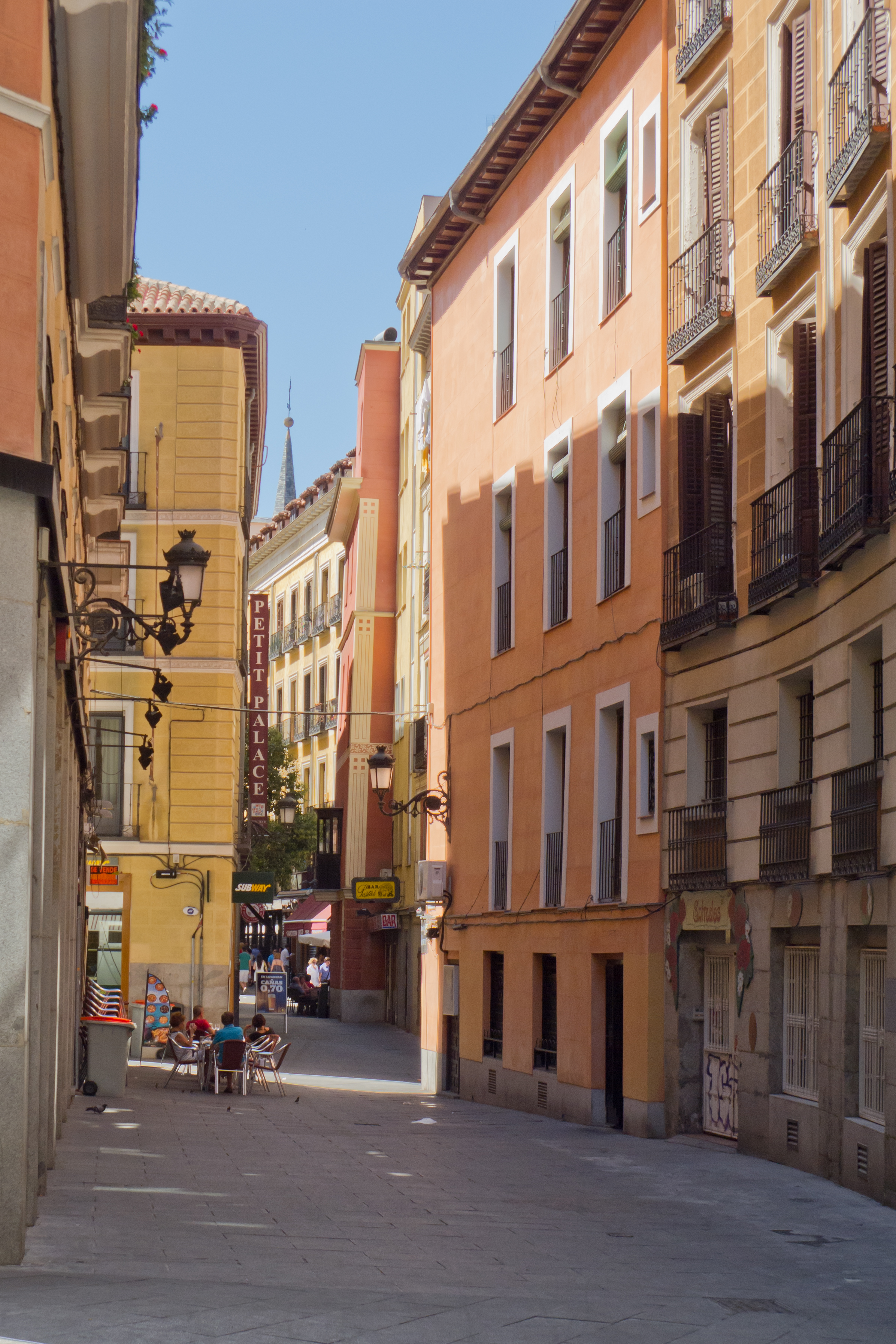
La madrileña calle del Marqués viudo de Pontejos (antigua del Vicario Viejo).

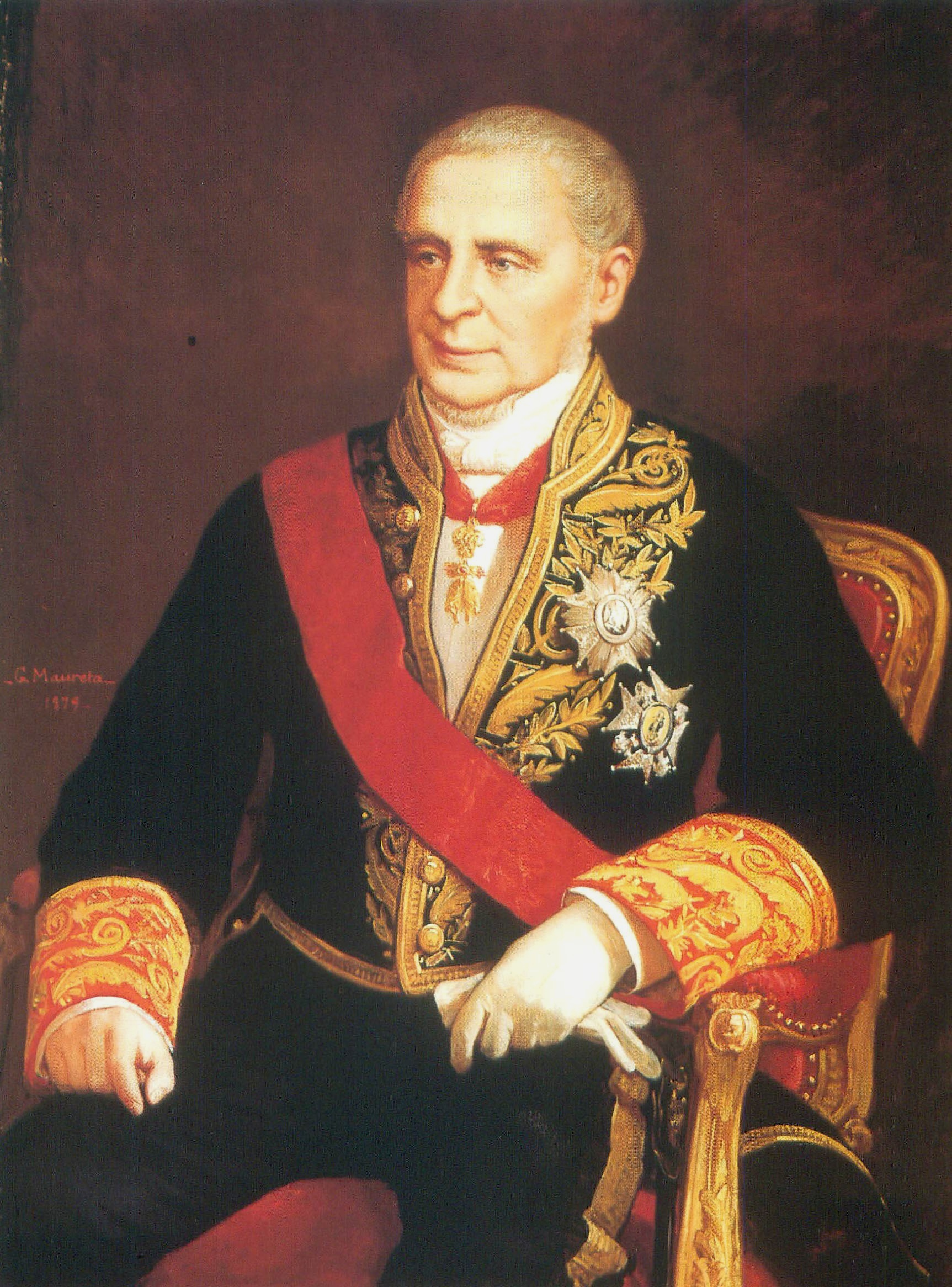
Manuel María de Pando y Fernández de Pinedo (1792-1872), marqués de Miraflores y de Casa Pontejos, conde de Villapaterna, presidente del Consejo de Ministros y del Senado, embajador de S.M.C. en París y Londres y ante la Santa Sede, jefe superior de Palacio, caballero del Toisón de Oro. Colección del Senado, Madrid.

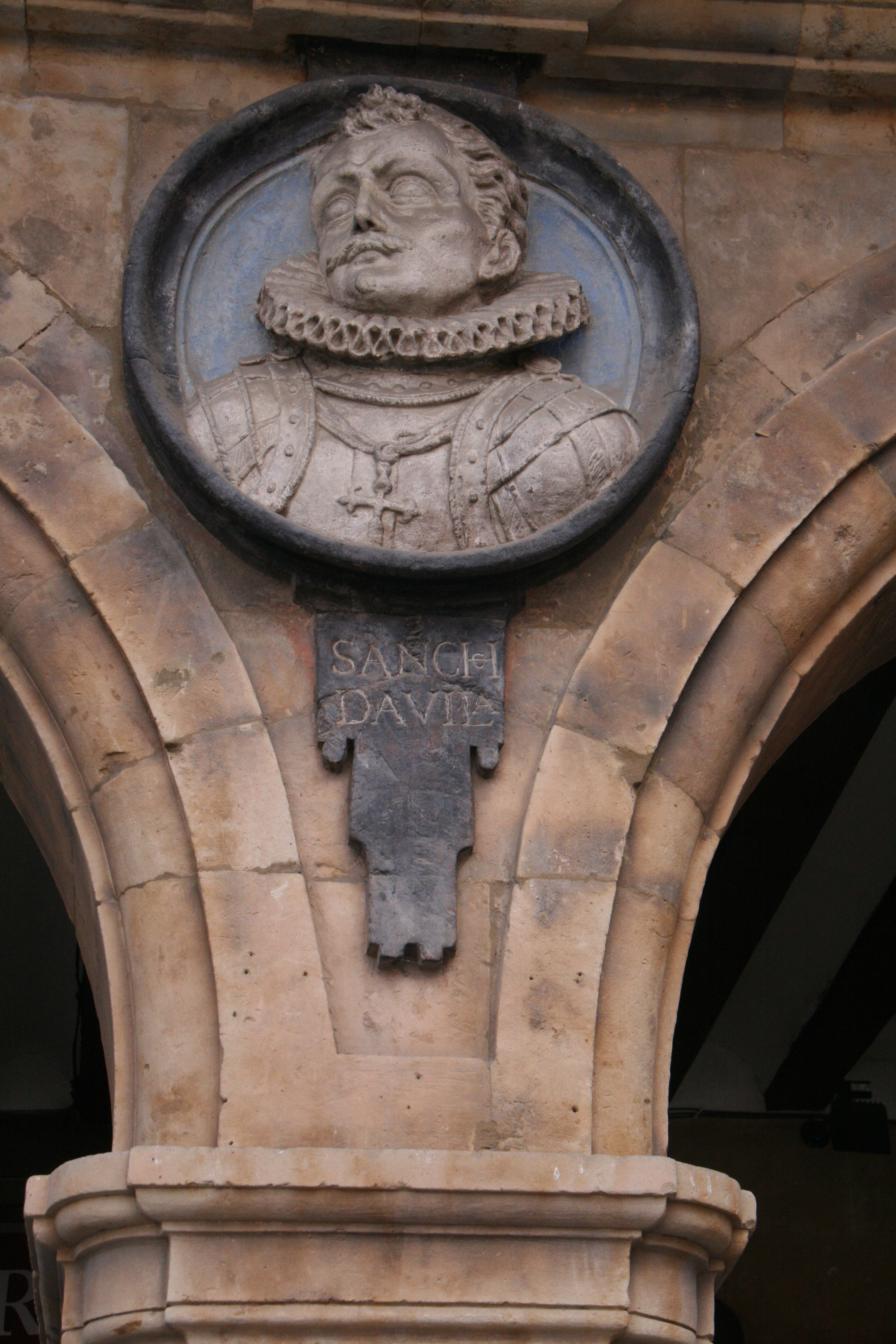
El maestre de campo general Don Sancho Dávila y Daza (1523-1583), almirante de la costa de Granada, castellano de Pavía y de Amberes, caballero de Santiago. Relieve con su efigie en la Plaza Mayor de Salamanca. Sirvió con el Gran Duque de Alba en Italia, en Flandes y en Portugal, donde murió. Logró memorables victorias por mar y tierra sobre los rebeldes holandeses en Dalen (donde apresó al señor de Villers), Goes, Flesinga, Borsele, Reimerswaal, Mook y Amberes, mereciendo el sobrenombre de Rayo de la guerra. Fundó mayorazgo de su casa de Ávila, en el que sucedieron sus descendientes los marqueses de Miraflores y de Casa Pontejos.

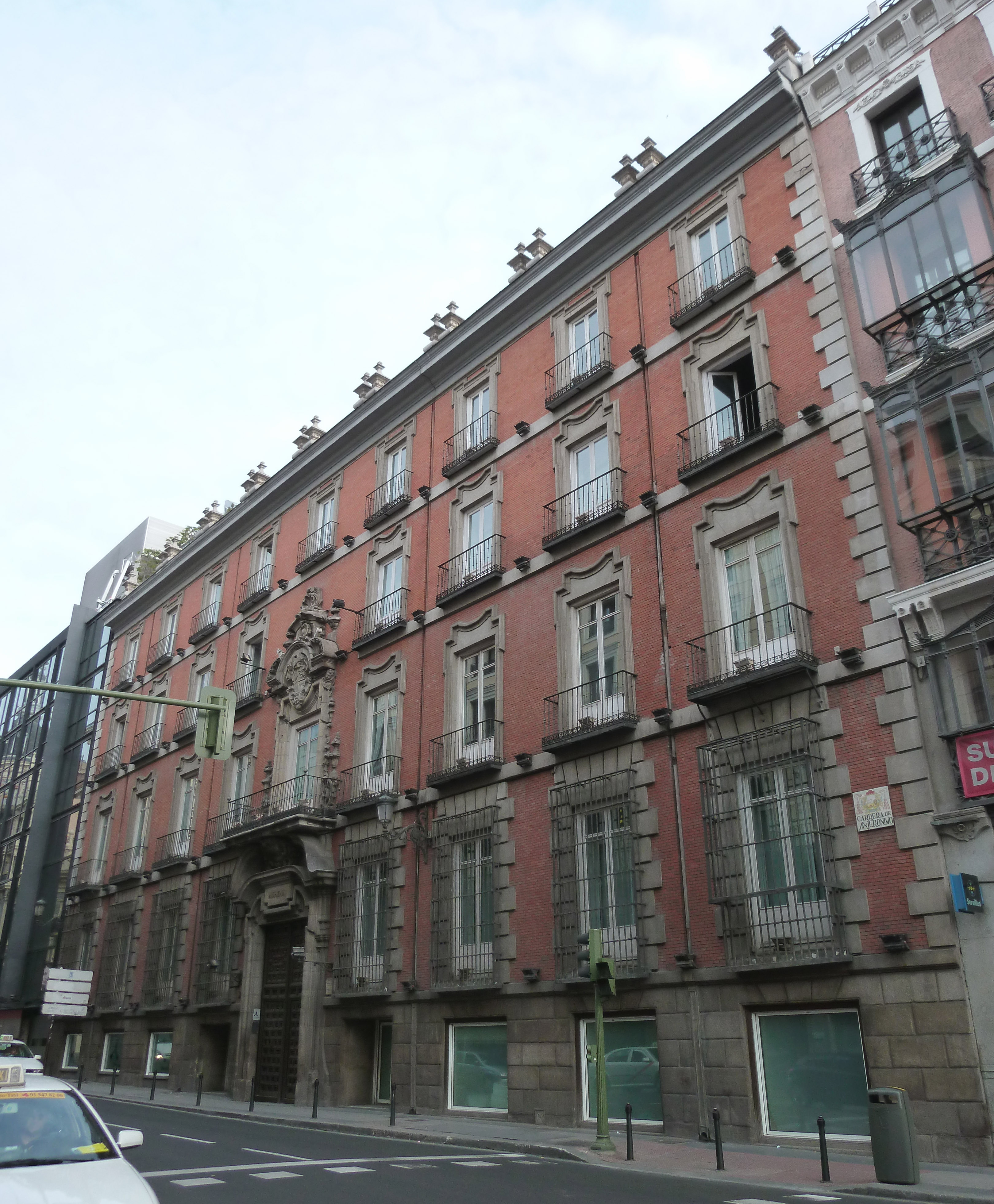
Palacio del Marqués de Miraflores o del Conde de Villapaterna en la carrera de San Jerónimo de Madrid. Fue residencia de la familia hasta bien entrado el siglo XX. Adornaban sus salones, entre otras valiosas obras de arte, los dos goyas arriba reproducidos (el Conde de Floridablanca y la Marquesa de Pontejos), un retrato del Conde de Torrejón pintado por Vicente López, un madrazo que representaba al II Marqués de Miraflores, y un retrato del Conde de Artois (después rey Carlos X de Francia), que fue un regalo del rey Luis Felipe I al citado marqués, embajador en su corte. Entre otros recuerdos del general Sancho Dávila había una armadura suya cincelada, la lanza que ganó en la batalla de Mook, un retrato de su hijo pintado por Pantoja y otro de un Daza, tío suyo, obra de Antonio Moro.

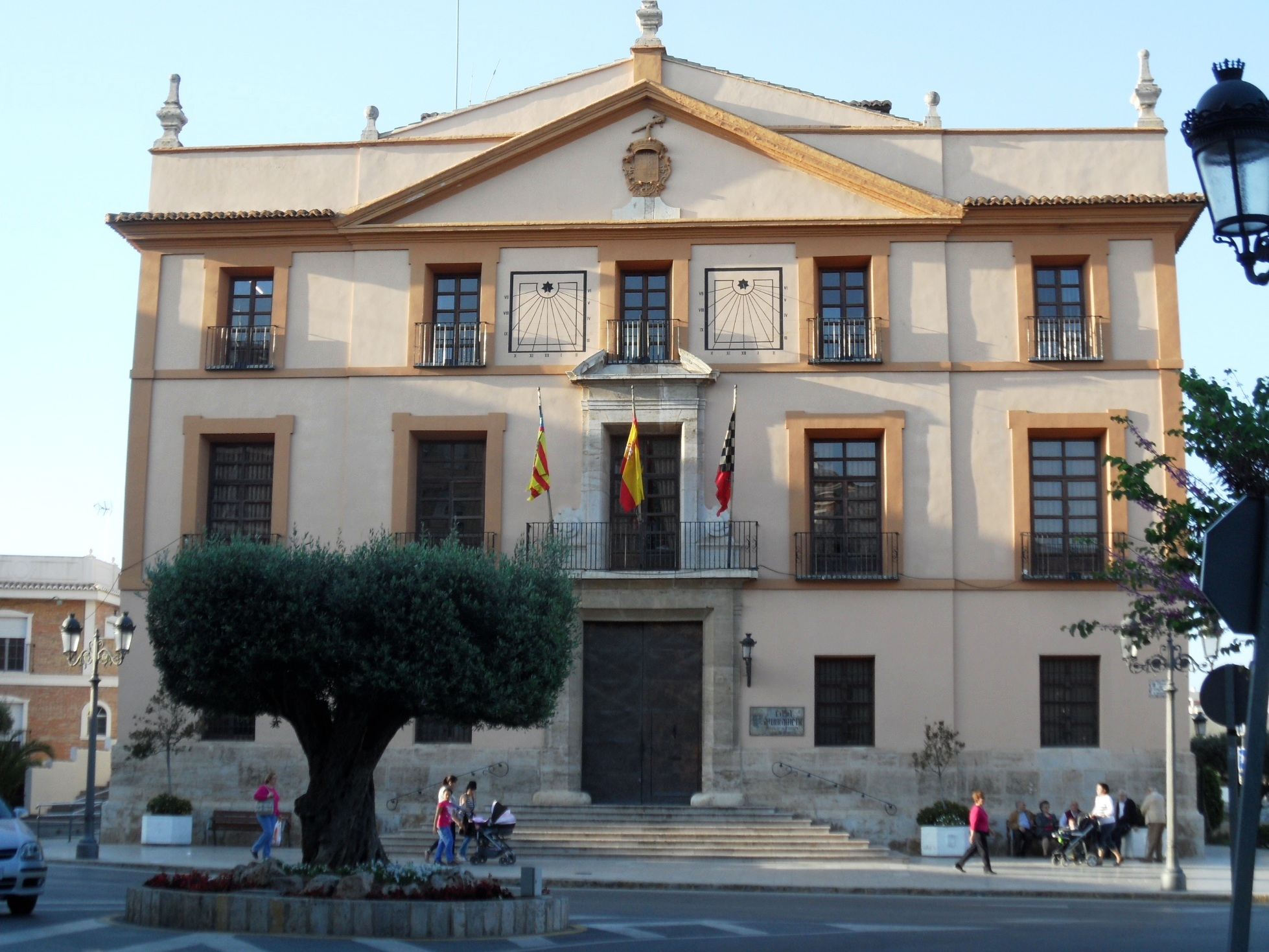
El palacio de Villapaterna, actual sede del Ayuntamiento de Paterna (Valencia). De esta casa tomaba su denominación el condado otorgado en 1746 al vizcaíno Antonio de Pando y Bringas.

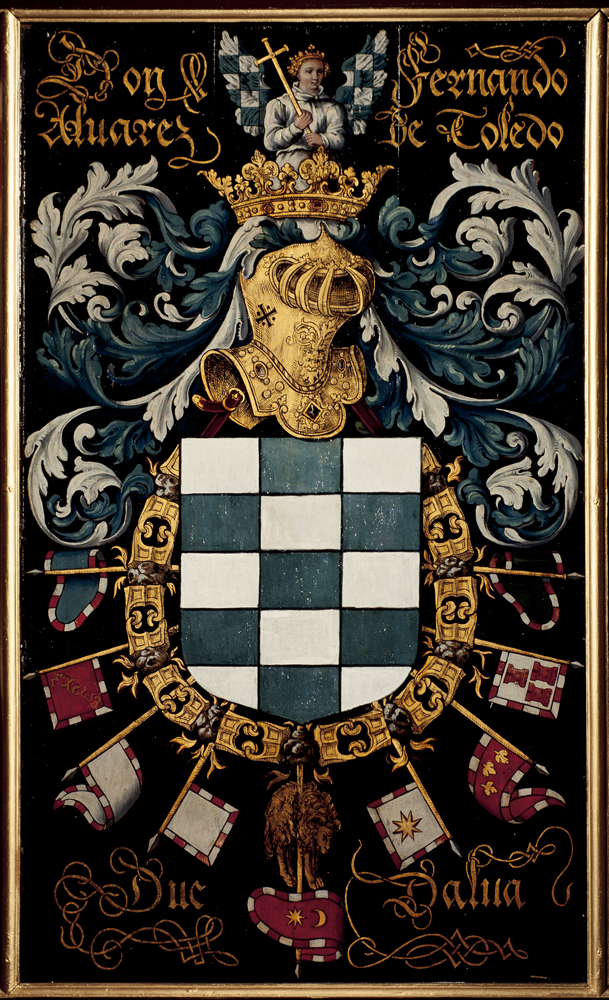
Las armas de los Álvarez de Toledo figuran entre las de los caballeros del Toisón de Oro que asistieron en 1559 al capítulo de esta insigne Orden en la Catedral de San Bavón de Gante. El artista flamenco que las pintó invirtió los esmaltes: el blasón correcto son ocho puntos de azur equipolados a siete de plata.

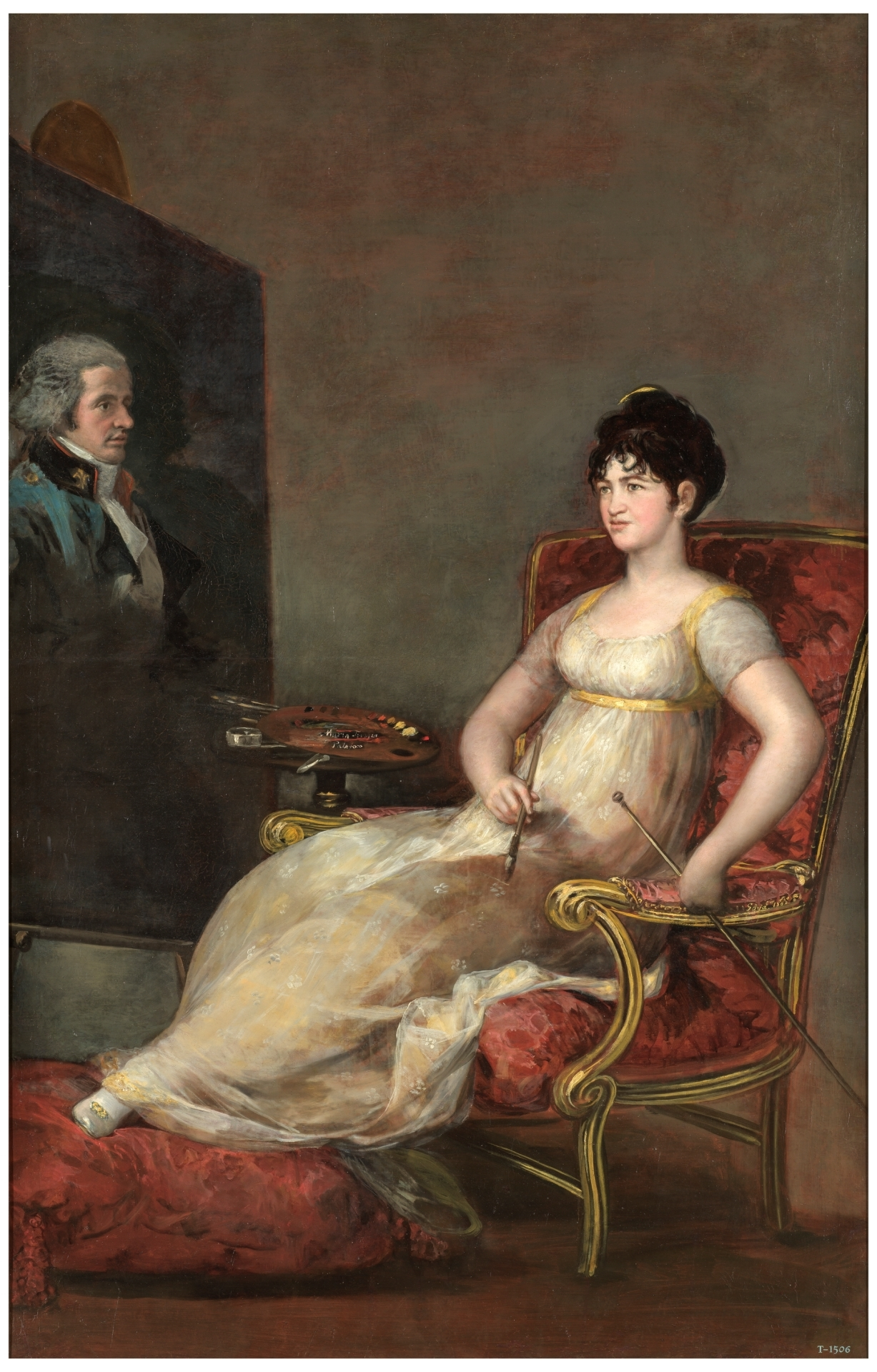
María Tomasa de Palafox y Portocarrero (1780-1835), duquesa de Medina Sidonia y marquesa de Villafranca, hija de los marqueses de Ariza. Su nieto Alonso Tomás Álvarez de Toledo y Silva (1835-1895), X marqués de Martorell, casó en 1866 con la VII marquesa de Casa Pontejos. Retrato pintado por Goya en 1804. Museo del Prado, Madrid.

### Primer marqués
El concesionario de la merced fue

• Antonio de Pontejos y de la Cagiga (1676-1735), I marqués de Casa Pontejos, caballero de Santiago, del Consejo de las Órdenes, gentilhombre y ayuda de Cámara de S.M.

Natural, regidor perpetuo y procurador general de la entonces villa de Santander, recibió el bautismo el 24 de junio de 1676, y era el menor de los hijos de Pedro de Pontejos y Salmón, de igual naturaleza, caballero de Calatrava, pagador de las Cuatro Villas por S.M., procurador general, regidor perpetuo y alcalde ordinaro de Santander, y de Margarita de la Cajiga Bustamante y Calva, natural de Revilla de Camargo. Los dos hermanos varones del primer marqués, y tres tíos suyos, hermanos de su padre, se cruzaron también de Órdenes Militares, y casi todos sirvieron a S.M. en Indias. Los méritos y servicios de padre y tíos fueron también apreciados por S.M. y premiados en 1728 con la merced de título, según expresa el Real Decreto.

Casó dos veces: primera en Madrid el 30 de septiembre de 1705 con Francisca Javiera de Anchía y Rodríguez de los Ríos, hija de José de Anchía y Moya, natural de Huete, y de Francisca Rodríguez de los Ríos, su mujer, que era hermana del I marqués de Santiago.

Y segunda vez casó en 1716 con María Nicolasa Rodríguez de los Ríos y Bueno, natural de Madrid y prima de la anterior, viuda de Juan de Sesma y Díaz de Tejada (de quien tenía hijos que más abajo se citarán). Era hija de Francisco Esteban Rodríguez de los Ríos, I marqués de Santiago, señor de Uterviejo y de la villa de Cuevas de Santiago, familiar del Santo Oficio, asentista y del Consejo de S.M. en la Contaduría Mayor de Hacienda, arrendatario de diversas Rentas Reales, y de María Bueno y Mansilla, su primera mujer, naturales de Madrid.

El marqués falleció en Madrid el 3 de abril de 1735, habiendo otorgado poder para testar el 17 de enero anterior ante José Fernández Montero, escribano de dicha villa, en el que declaraba por sus hijos, nacidos del primer matrimonio, a
1. Antonio Juan de Pontejos y Anchía, que sigue, y a
2. María Manuela de Pontejos y Anchía. Uno y otra casaron con sendos hijos del primer matrimonio de su madrastra. Estas dobles bodas entre hermanastros se celebraron simultáneamente en la parroquial madrileña de San Sebastián el 17 de julio de 1731, con dispensa del 1.er grado canónico de afinidad y del 3.º de consanguinidad, y las velaciones, también a la vez, el siguiente día 21 en el oratorio de la casa de los Sesma sita en la calle de Atocha, de la misma feligresía. Manuela casó, previa información genealógica,[13] con Juan Francisco de Sesma y Rodríguez de los Ríos, caballero de Santiago, mayorazgo y natural de Madrid, que fue bautizado en la misma iglesia el 28 de octubre de 1701, murió el 26 de marzo de 1772 en su citada casa de la calle de Atocha y fue enterrado en el convento de Don Juan de Alarcón. En su testamento mandaba Juan Francisco que le dijeran 6.000 misas rezadas con limosna de tres reales; nombraba por testamentario a Antonio Juan de Pontejos y Anchía, su sobrino, marqués de Casa Pontejos, y declaraba por hija y heredera a
María Ana de Sesma y Pontejos.

En 1735 sucedió su hijo

• Antonio Juan de Pontejos y Anchía (1711-1773), II marqués de Casa Pontejos, caballero de Calatrava, que fue diputado general de la provincia de Nueve Valles en las Asturias de Santillana en los años 1729, 1731 y 1736. Natural de Madrid, recibió el bautismo en la parroquial de San Sebastián el 2 de junio de 1711, murió de accidente en Torrejón de Ardoz el 13 de junio de 1773 a los 62 de edad, y fue enterrado en Madrid en la iglesia conventual de San Hermenegildo o de los Carmelitas (actual iglesia de San José), donde los marqueses de Santiago poseían la capilla de San José.

Casó el 17 de julio de 1731, velándose el 21 según va dicho, con María Gertrudis de Sesma y Rodríguez de los Ríos, su hermanastra y prima segunda, pupila de su padre y hermana entera de su cuñado. Hija de Juan de Sesma y Díaz de Tejada, caballero de Santiago, Contador de Resultas de S.M., arrendatario de diversas Rentas Reales, natural de Mendavia (Navarra) y bautizado en San Juan el 1.º de marzo de 1663, y de Nicolasa Rodríguez de los Ríos y Bueno, su segunda mujer, ya citada porque en segundas nupcias casó con el I marqués de Casa Pontejos. Nieta de otro Juan de Sesma, nacido en la misma villa y oriundo de Allo, y de María Díaz de Tejada, natural de Lodosa. Tuvieron por hijos a
1. Antonio Bruno de Pontejos y Sesma, que sigue, y a
2. María Teresa de Pontejos y Sesma, que casó dos veces: primera en 1760 con Ignacio Mariano de Arizcun e Irigoyen, pagador general de Juros y Mercedes, natural de la Puebla de los Ángeles en la Nueva España, que falleció en 1764. Hijo de Francisco de Arizcun y Mendinueta, II marqués de Iturbieta, natural de Elizondo (Navarra), y de María Josefa de Irigoyen y de la Fuente, que lo era de la Puebla de los Ángeles. Y en segundas, con Domingo Cerviño y Trevijano, caballero de Santiago, hijo de Lorenzo Cerviño y Alijarcio y de Margarita Trevijano y Aguilar, naturales de Granada, donde casaron en 1741. Con descendencia de ambos: la del primero, extinta.

En 1773 sucedió su hijo

• Antonio Bruno de Pontejos y Sesma (1732-1807), III marqués de Casa Pontejos, que nació en Madrid el 6 de octubre de 1732, en la casa de los Sesma de la calle de Atocha; fue bautizado en la parroquial de San Sebastián, apadrinado por su abuelo el marqués de Casa Pontejos, y falleció el 2 de octubre de 1807. Fue alumno del Seminario de Nobles de Madrid, y poseyó la casa de su título de la carrera de San Jerónimo, en la citada feligresía.

Casó en Madrid el 5 de abril de 1760, en la parroquial de la Santa Cruz, con María Vicenta de Sandoval y Blasco de Orozco, VII condesa de la Ventosa, natural de Madrid, donde falleció el 22 de febrero de 1801 a los 60 de edad, habiendo dado poder para testar a su marido el 24 de marzo de 1765 por ante Tomás González Blanco, y que fue enterrada en el convento de Carmelitas de San Hermenegildo. Era hermana y sucesora de José Joaquín de los mismos apellidos, el VI conde, quien la dotó para casar con Pontejos, e hija de Alonso Jacinto de Sandoval y Rojas y Portocarrero, V conde de la Ventosa, y de Mariana Blasco de Orozco.

Tuvieron los siguientes hijos, todos nacidos en la casa de la carrera de San Jerónimo y bautizados en la parroquial de San Sebastián:
1. Antero Antonio de Pontejos y Sandoval, que nació el 2 de enero de 1761 y fue apadrinado por el lego fray José de la Purificación. Murió en su casa natal el 25 de julio siguiente, y fue enterrado en el convento de mercedarias de Don Juan de Alarcón, en la bóveda de los marqueses de Casa Pontejos.
2. María Ana de Pontejos y Sandoval, que sigue,
3. María Antonia de Pontejos y Sandoval, que nació el 6 de junio de 1765, tuvo por padrino a Juan Antonio Ruiz y tampoco alcanzó la edad adulta.
4. José María de Pontejos y Sandoval, que nació el 12 de marzo de 1767. Fue su padrino el marqués de Casa Pontejos, su abuelo, representado por un lego carmelita descalzo. Murió niño en su casa natal el 11 de marzo de 1773 y fue enterrado en el convento de Don Juan de Alarcón.

En 1807 sucedió su única hija supérstite:

• María Ana de Pontejos y Sandoval (Mariana, 1762-1834), IV marquesa de Casa Pontejos, VIII condesa de la Ventosa, que nació en Madrid el 11 de septiembre de 1762, recibió el bautismo al día siguiente en la parroquial de San Sebastián, apadrinada por el lego franciscano fray Julián de Alcocer, y falleció el 18 de julio de 1834 en el palacio de su yerno el marqués de Miraflores. Estudió desde los ocho años en el colegio de las Salesas Reales; fue retratada por Goya en 1786, poco antes de su primera boda, y en 1787 fue una de las fundadoras de la Junta de Damas de Honor y Mérito de la Real Sociedad Matritense de Amigos del País. En 1817 se le impuso una multa de tráfico.

Casó tres veces: la primera en su parroquia natal el 23 de diciembre de 1786 con Francisco Antonio Moñino y Redondo, veinte años mayor que ella, ministro de capa y espada del Consejo de Indias. Nacido el 9 de junio de 1742, era hermano e inmediato sucesor del secretario de Estado José Moñino y Redondo, I conde de Floridablanca, con quien estuvo muy vinculado y a quien premurió en el mismo año de 1808. Hijo de José Moñino y Gómez y de Francisca Redondo y Bermejo. Había desempeñado varias misiones diplomáticas, y cuando contrajo matrimonio estaba nombrado embajador en Lisboa, pero no llegó a servir el puesto porque fue promovido a gobernador del Consejo de Indias. Presidió el Consejo durante cinco años, recibiendo la gran cruz de Carlos III, pero cesó en 1792 al caer Floridablanca, y también como él sufrió destierro de la corte y confinamiento en el reino de Murcia, donde los Moñino tenían propiedades. Los dos hermanos se retiraron a Hellín, a la casa de campo de Francisco y Mariana. Aquí permanecieron varios años los condes de la Ventosa (título que llevaron desde 1801), antes de volver a Madrid, mientras que el de Floridablanca se estableció en Murcia, su ciudad natal, donde edificó el palacio de su título.

Francisco Moñino, marqués de Casa Pontejos, falleció en Madrid en septiembre de 1808, en plena Guerra de la Independencia. Su muerte ocurrió cuando los franceses habían abandonado ya la corte ante el avance del general Castaños, y vino a coincidir con la elección de Floridablanca para presidir la Junta Central. La marquesa marchó en seguida a Sevilla buscando la protección de su cuñado, y allí casó ese mismo año con Fernando de Silva Meneses y Ascarza, oficial de guardias de corps y caballero de Carlos III, a quien consignó pensión de viudedad. Nació este señor en Sevilla en 1775 y falleció a principios de 1817, habiendo sufrido la confiscación y venta de sus bienes bajo el reinado de José Bonaparte. Era hijo de otro Fernando de Silva Meneses y Vidal Xarama, descendiente de los condes de Cifuentes, y de Isabel de Ascarza y Eguía, su mujer. El nuevo matrimonio residió en Cádiz durante los años de las Cortes, y en su casa convocaba una célebre tertulia.

A los ocho meses de su segunda viudez, en septiembre de 1817 y previa información genealógica, Mariana volvió a contraer matrimonio en la iglesia madrileña de San Sebastián. Su tercer marido fue Joaquín Vizcaíno y Martínez Moles, capitán de dragones y caballero de Santiago, dieciocho años más joven que ella y socio destacado de la Matritense de Amigos del País. También a este le consignó pensión. Había combatido en la Guerra de la Independencia, y durante el Trienio Liberal se alistó en la Milicia Nacional de Caballería. En 1823, tras la restauración del absolutismo, se exiló con su mujer a París, donde permanecieron una década. Siendo ya viudo, fue corregidor de Madrid y jefe político de la provincia. Fundó el Ateneo, la Caja de Ahorros y el Asilo de San Bernardino de la villa y corte, y recibió la gran cruz de Isabel la Católica. Nacido en La Coruña el 21 de agosto de 1790, era hijo de Vicente Vizcaíno y Pérez, del Consejo de S.M., fiscal togado en la Real Audiencia de Galicia, natural de Vicálvaro (Madrid), y de María Antonia Martínez Moles y Valdemoros, que lo era de Almazán (Soria). Sendos hermanos de sus padres —Ignacio Vizcaíno y Tadeo Martínez Moles— vistieron también el hábito de Santiago. El marqués viudo de Pontejos fue muy querido del pueblo de Madrid, que tenía amplia constancia de su solicitud por los desfavorecidos. Su muerte, acaecida en el palacio de Miraflores el 30 de septiembre de 1840, dio ocasión a grandes demostraciones de duelo popular. Su memoria perdura en varios monumentos y en tres odónimos de la villa y corte.

Del primero tuvo por hijos a
1. José Moñino y Pontejos, primogénito, que murió adolescente. Aludido como el Soldado en la correspondencia de su tío el conde de Floridablanca. Éste le profesaba gran cariño y cifraba en él la continuación de su linaje, pero no quería que heredase su título, pues ya estaba llamado a poseer los de su madre. Por tanto, en virtud de la facultad para designar sucesor que tenía como concesionario, en su testamento de 1805 llamaba a suceder en el condado de Floridablanca a su sobrina Vicenta, y en previsión de que faltase la descendencia de José, dispuso que su título sería incompatible con el mayorazgo de Pontejos.[34] Previsión que se cumplió por la prematura muerte del mozo.
2. María Vicenta Moñino y Pontejos, que sigue, y
3. María Ana Moñino y Pontejos, que casó con Francisco de Castillejo y Ahumada, hijo de José de Castillejo y Varona de Alarcón y de Josefa Teresa de Ahumada y Urbina. Fueron padres de
José María de Castillejo y Moñino, III conde de Floridablanca, grande de España, gentilhombre de Cámara de S.M. con ejercicio y servidumbre,[35] maestrante de Granada, que nació en esta ciudad el 25 de febrero de 1826 y falleció en 1892. Casó con María de los Dolores Sánchez de Teruel y Ansoti, de igual naturaleza, VIII condesa de Villa Amena de Cozbíjar. Con sucesión en que sigue la casa de Floridablanca.

Por Real Carta del 25 de junio de 1848, sucedió su hija

• María Vicenta Moñino y Pontejos (1795-1867), V marquesa de Casa Pontejos, II condesa de Floridablanca y IX de la Ventosa, grande de España, dama de la reina Isabel II y de la Orden de María Luisa, presidenta de la Junta de Damas de Honor y Mérito de Madrid. Nació en Hellín el 24 de abril de 1795 y falleció en Madrid el 14 de febrero de 1867, a los 72 de edad, en el palacio de Miraflores, carrera de San Jerónimo n.º 35. A raíz de la muerte de su madre, y bajo la representación legal de su marido, litigó con su hermana Mariana y con su sobrino José María de Castillejo sobre la incompatibilidad de la casa de Floridablanca con las de Pontejos y la Ventosa. Parece ser que Vicenta pretendía que esta incompatibilidad, establecida por el I conde de Floridablanca, no afectaba al condado y señorío de la Ventosa y vínculos de los Sandoval, que incluían mucha hacienda en la comarca de Huete. La elección de los apellidos Moñino y Sandoval que usaba Vicenta en su juventud trasluce con claridad su pretensión respecto a estas casas. Sólo cuando quedó judicialmente establecido que la casa de la Ventosa también era incompatible con la de Floridablanca, decidió renunciar a esta última, que era la de menor importancia patrimonial, y quedarse con lo de su madre.

Casó con Real Licencia en la madrileña iglesia de San Sebastián el 21 de agosto de 1814 con Manuel María de Pando y Fernández de Pinedo, II marqués de Miraflores, IV conde de Villapaterna, grande de España, presidente del Consejo de Ministros y del Senado, embajador de S.M.C. en París y Londres y ante la Santa Sede, jefe superior de Palacio, caballero del Toisón de Oro, gran cruz de Carlos III, de la Legión de Honor francesa y de la Orden de Cristo portuguesa, maestrante de Valencia, académico de número de la Real de la Historia, que nació el 22 de diciembre de 1792 en su palacio madrileño, sito también en la carrera de San Jerónimo, fue bautizado al día siguiente en dicha iglesia, y falleció viudo en Madrid el 20 de febrero de 1872, a los 79 de su edad. Hijo de Carlos Francisco de Paula de Pando y Álava Dávila, III conde de Villapaterna, concesionario del marquesado de Miraflores y de la grandeza de España, señor de Villagarcía, del Pinar de Miraflores y del mayorazgo de Sancho Dávila, regidor perpetuo de Ávila y alcalde constitucional de Madrid, caballero de Carlos III y maestrante de Granada, mayordomo de semana de S.M., y de María de la Soledad Fernández de Pinedo y González de Quijano, de los marqueses de Perales del Río.

Fueron sus hijos:
1. Carlota Ignacia María de Pando y Moñino, que sigue,
2. Manuel de Pando y Moñino, que nació primogénito el 1.º de enero de 1817[40] y murió niño,
3. Miguel de Pando y Moñino, nacido en 1818 y que también murió niño,
4. y María de la Soledad de Pando y Moñino, que nació el 20 de abril de 1819 y recibió el bautismo en San Sebastián, teniendo por madrina a la marquesa de Casa Pontejos, su abuela materna. También debió de morir niña, pues al testar su madre nombraba por hija única y heredera a Carlota.

Por Real Carta del 6 de julio de 1867, sucedió su única hija supérstite:

• Carlota de Pando y Moñino (Carolina, 1815-1890), III marquesa de Miraflores y VI de Casa Pontejos, grande de España, dama de la reina Isabel II y de la Orden de María Luisa, promotora de numerosas obras de beneficencia. Nació en Madrid el 31 de julio de 1815; fue bautizada en la parroquial de San Sebastián, apadrinada por Carlos de Pando, su abuelo, marqués de Miraflores, y murió el 28 de diciembre de 1890.

Casó en su parroquia natal el 26 de marzo de 1832, siendo ambos muy jóvenes, con Manuel de Samaniego y Asprer, IX vizconde de la Armería, agregado a las embajadas de S.M.C. en Inglaterra y Francia, caballero de la Orden de Calatrava y de la Civil Española de San Juan de Jerusalén, nacido el 5 de septiembre de 1813 en Madrid, donde murió el 21 de agosto de 1853. Hijo segundo de Joaquín Félix de Samaniego Urbina Pizarro y Velandia, IV marqués de Valverde de la Sierra, VII de Caracena del Valle, V de Monte Real, IX de Villabenázar y VII de Tejada de San Llorente, II conde de Casa Trejo, VIII vizconde de la Armería, grande de España, consejero de Estado, gentilhombre y mayordomo mayor de los reyes Fernando VII e Isabel II, académico de las Reales de Ciencias Naturales y de Bellas Artes de San Carlos y San Luis, caballero del Toisón de Oro, gran cruz de Carlos III y maestrante de Valencia, natural de Madrid, y el mayor de los habidos de Narcisa María de Asprer y de la Canal, su segunda mujer, dama de la reina Isabel II y camarera mayor de la reina viuda, nacida en Puigcerdá.

Fueron padres de
1. Honorio de Samaniego y Pando, IV marqués de Miraflores, V conde de Villapaterna, X vizconde de la Armería, grande de España, diputado a Cortes,[56] senador por derecho propio,[57] caballero del Toisón de Oro,[58] grandes cruces de Carlos III e Isabel la Católica,[59] y maestrante de Valencia, primer montero del rey Alfonso XIII[60] y su gentilhombre de Cámara con ejercicio y servidumbre.[61] Nació en su palacio madrileño el 5 de septiembre de 1833; fue bautizado el 8 en la parroquial de San Sebastián, apadrinado por el marqués de Miraflores, su abuelo materno,[62] y falleció el 20 de abril de 1917. Casó en la de San Martín el 1.º de marzo de 1862[63] con Filomena Fernández de Henestrosa y Santisteban, dama de las reinas Mercedes, Cristina y Victoria Eugenia,[64] y de la Orden de María Luisa,[65] hija de Diego Fernández de Henestrosa y Montenegro, natural de Fuente Obejuna (Córdoba), y de María de los Dolores de Santisteban y Horcasitas, VII marquesa de Villadarias y IV de la Vera, grande de España, VIII condesa de Moriana del Río y VIII princesa de Santo Mauro (título de Nápoles). Honorio murió sin descendencia en 1917 y el marquesado de Miraflores pasó a su hermana Genoveva, que sigue; el condado de Villapaterna, a su sobrino Manuel Álvarez de Toledo y Samaniego, que seguirá, y el vizcondado de la Armería, a su sobrino nieto Mariano Álvarez de Toledo y Cabeza de Vaca.
2. Y Genoveva Narcisa de Samaniego y Pando, que sigue.

### Concesionaria de la grandeza
En el marquesado de Casa Pontejos, por Real Carta del 14 de diciembre de 1891, sucedió su hija

• Genoveva de Samaniego y Pando (1841-1926), V marquesa de Miraflores y VII de Casa Pontejos, a quien el rey Alfonso XIII concedió la grandeza de España agregada a este título en 1916. Fue X condesa de la Ventosa de 1867 a 1912. En 1917 sucedió en el marquesado de Miraflores, también con grandeza, por muerte de su hermano Honorio, y en 1923 cedió el de Casa Pontejos a su segundogénito. Dama de las reinas María Cristina y Victoria Eugenia y de la Orden de María Luisa, y presidenta de la Junta de Damas de Honor y Mérito de Madrid. Nació en París —donde el marqués de Miraflores, su abuelo materno, era embajador ante el rey Luis Felipe—, fue bautizada en la parroquial de San Felipe de Roule el 3 de enero de 1841, y falleció el 21 de enero de 1926.

Casó con Real Licencia en Madrid el 2 de julio de 1866, en la parroquial de San Sebastián, con Alonso Tomás Álvarez de Toledo y Silva, X marqués de Martorell, coronel de Infantería, maestrante de Sevilla, natural de Nápoles, que fue bautizado en Santa María de las Nieves el 25 de junio de 1835 y expiró en Madrid el 11 de julio de 1895. Hijo segundo de Pedro de Alcántara Álvarez de Toledo y Palafox, XVII duque de Medina Sidonia, XI de Fernandina, XIII marqués de Villafranca del Bierzo, XIII de los Vélez, cuatro veces grande de España, XV marqués de Cazaza en África, XII de Molina, IX de Martorell y VIII de Villanueva de Valdueza y XXV conde de Niebla, que fue embajador en San Petersburgo del rey carlista Carlos V, y después —pasado al servicio de Isabel II— senador del Reino, ministro de Marina, gentilhombre y caballerizo mayor de la reina, gran cruz de Carlos III y teniente hermano mayor de la Real Maestranza de Sevilla, y de María del Pilar de Silva y Téllez Girón, su mujer, de los marqueses de Santa Cruz.

Tuvieron cinco hijos varones:
1. Pedro de Alcántara Álvarez de Toledo y Samaniego, primogénito, XI marqués de Martorell, coronel de Caballería de húsares de la Princesa, caballero de Calatrava,[71] gentilhombre de Cámara de Alfonso XIII con ejercicio y servidumbre, que nació en Murcia el 27 de octubre de 1867 y falleció el 17 de enero de 1925,[72] antes que su madre. Fue un destacado jinete y criador de caballos, fundador de la Real Sociedad Hípica Española,[73] secretario de la Sociedad de Fomento de la Cría Caballar de España[74] y jefe del equipo español de equitación en las Olimpiadas de París (1924).[75] La cuadra que poseía —en asociación con Valentín Menéndez y San Juan, conde de la Cimera— ganó los más importantes premios hípicos en el primer cuarto del siglo XX.[76] Casó tardíamente en Madrid el 25 de mayo de 1922 con María del Pilar Caro y Széchenyi, en terceras nupcias de ella. Era dama de la reina Victoria Eugenia, de la Orden de María Luisa y de la Junta de Damas de Honor y Mérito de Madrid;[77] había estado antes casada con José María Guillamas y Piñeyro, X marqués de San Felices de Aragón, y con Carlos Martínez de Irujo y del Alcázar, IX duque de Sotomayor, y tenía prole de ambos, pero no la hubo de este matrimonio. Nacida en Palma de Mallorca el 26 de febrero de 1864 y finada en Madrid el 28 de diciembre de 1931, era hija de Pedro Caro y Álvarez de Toledo, V marqués de la Romana, grande de España, y de Isabel Széchenyi y Zichy, de noble ascendencia húngara.
2. Manuel Álvarez de Toledo y Samaniego, que sigue,
3. Ildefonso o Alonso Álvarez de Toledo y Samaniego, X marqués de Villanueva de Valdueza, caballero de Calatrava,[78] primer montero del rey Alfonso XIII,[79] natural de Madrid, que fue bautizado en San Sebastián el 18 de mayo de 1870 y murió asesinado en Paracuellos de Jarama en noviembre de 1936 (junto con su hijo el vizconde de la Armería y su sobrino el marqués de Navarrés). Casó con María de la Paz Cabeza de Vaca y Fernández de Córdoba, presidenta de la Junta de Damas de Honor y Mérito de Madrid,[80] natural de esta villa y bautizada en San José el 30 de diciembre de 1872, hija de Mariano Cabeza de Vaca y Morales, V marqués de Portago, grande de España, IX conde de Catres, y de Francisca de Borja Fernández de Córdoba y Bernaldo de Quirós, de los condes de Sástago. Con descendencia en que siguen el marquesado de Valdueza y el vizcondado de la Armería.
4. Honorio Álvarez de Toledo y Samaniego, nacido en 1873.
5. Y José María Álvarez de Toledo y Samaniego, XI conde de la Ventosa, general de Caballería,[81] grandes cruces de San Hermenegildo y del Mérito Militar, que nació el 17 de mayo de 1881 en Madrid, donde finó el 30 de agosto de 1950. Notable fotógrafo aficionado, presidente de la Real Sociedad Fotográfica de Madrid.[82] Casó dos veces: primera en Madrid el 19 de marzo de 1912 con María del Pilar Frígola y Muguiro, sin sucesión, hija de Carlos Frígola y Palavicino, barón del Castillo de Chirel, y de María del Patrocinio de Muguiro y Finat, de los condes de Muguiro. Y segunda vez casó el 5 de mayo de 1916 con María de las Mercedes Mencos y Bernaldo de Quirós, también de la Junta de Damas de Honor y Mérito,[83] nacida en Pamplona el 30 de abril de 1885, hija de Joaquín María de Mencos y Ezpeleta, IX conde de Guenduláin, grande de España, y de María de la Fuencisla Bernaldo de Quiros y Muñoz, su segunda mujer, I marquesa de Eslava, también con grandeza (hija de los marqueses de Campo Sagrado y nieta materna de la Reina Gobernadora). De la segunda tuvo descendencia en que sigue el condado de la Ventosa.

Por cesión de la anterior y Real Carta del 22 de enero de 1923, sucedió su hijo segundogénito (después subrogado en la primogenitura)

• Manuel Álvarez de Toledo y Samaniego (1868-1932), VI marqués de Miraflores (desde 1927) y VIII de Casa Pontejos, VI conde de Villapaterna, dos veces grande de España, licenciado in utroque jure, diplomático de carrera, consejero de Estado, presidente de la Cruz Roja Española, secretario de la Diputación Permanente de la Grandeza de España, consejero de la Caja de Ahorros y Monte de Piedad de Madrid, caballero gran cruz de Isabel la Católica y maestrante de Sevilla, gentilhombre de Cámara del rey Alfonso XIII con ejercicio y servidumbre, jefe de la Casa de los infantes Doña María Teresa y Don Fernando. Nació en París el 19 de noviembre de 1868 y falleció en San Sebastián (Guipúzcoa) el 29 de julio de 1932, a los 63 de edad.

Casó primera vez en Pamplona, el 26 de febrero de 1896, con María de la Blanca Mencos y Rebolledo de Palafox, X condesa de Eril y XI de los Arcos, XV marquesa de Navarrés y X de San Felices de Aragón, dos veces grande de España. Nacida el 19 de octubre de 1873, era medio hermana de la mujer de José María, e hija de Joaquín María de Mencos y Ezpeleta, IX conde de Guenduláin y del Vado, marqués de la Real Defensa y barón de Bigüezal, grande de España, caballero de la Orden de Malta, maestrante de Zaragoza y collar de Carlos III, académico de la Real de San Fernando, senador del Reino por derecho propio, gentilhombre de Cámara de S.M. con ejercicio y servidumbre, y de María del Pilar Rebolledo de Palafox y Guzmán, su primera mujer, de los condes de los Arcos y marqueses de Lazán.

Y contrajo segundas nupcias en 1918 con María del Rosario Mencos y Sanjuán, prima carnal de su primera mujer, que estaba viuda de Pedro de León y Manjón, VI marqués del Valle de la Reina. Esta señora fue dama de la reina Victoria Eugenia y de la Junta de Damas de Honor y Mérito de Madrid. Falleció en Burgos el 24 de octubre de 1934, siendo viuda por segunda vez, y fue enterrada en Hernani. Era hija de Alberto de Mencos y Ezpeleta, VII conde del Fresno de la Fuente, maestrante de Sevilla, hermano del IX conde de Guenduláin, y de María de los Ángeles de Sanjuán y Garvey, de los marqueses de San Juan, que en segundas nupcias casó con el conde de Benamejí y de las Cuevas del Becerro. No tuvieron prole.

Del primer matrimonio nacieron:
1. Alonso Cristiano Álvarez de Toledo y Mencos, que sigue
2. María del Pilar Álvarez de Toledo y Mencos, nacida el 25 de marzo de 1898 en Madrid, donde falleció soltera el 24 de septiembre de 1970.
3. Sor María Antonia Álvarez de Toledo y Mencos, religiosa del Sagrado Corazón, nacida en Madrid el 26 de mayo de 1899.
4. Manuel Álvarez de Toledo y Mencos, XVI marqués de Navarrés, maestrante de Sevilla,[93] que nació en Madrid el 26 de junio de 1900 y murió asesinado en Paracuellos de Jarama el 9 de noviembre de 1936. Casó en Bañeras (Tarragona) el 7 de octubre de 1929 con María Inmaculada Morenés y Carvajal, nacida el 7 de junio de 1907 en Madrid, donde finó el 18 de abril de 1943, hija de Ramón María Morenés y García-Alessón, conde del Asalto y de la Peña del Moro, barón de las Cuatro Torres, grande de España, caballero maestrante de Zaragoza y del Cuerpo de la Nobleza de Cataluña, gentilhombre de Cámara de Alfonso XIII con ejercicio y servidumbre, y de María Inmaculada de Carvajal y Hurtado de Mendoza, de los marqueses de Aguilafuente, dama de la Orden de María Luisa y de la citada Real Maestranza. Con sucesión en que sigue el marquesado de Navarrés.
5. Joaquín Álvarez de Toledo y Mencos, XII marqués de Martorell, que nació en San Sebastián (Guipúzcoa) el 10 de julio de 1901 y finó en Madrid el 25 de noviembre de 1991. Casó con María Teresa Merry del Val y García-Zapata, fallecida en Madrid el 5 de febrero de 1996, hija de Pedro Merry del Val y Zulueta, ingeniero que nació en Londres en 1867 y falleció en Tánger en 1958, y de Dolores García Zapata, su mujer. Era sobrina carnal del cardenal Rafael Merry del Val, secretario de Estado de la Santa Sede con el papa san Pío X, y de Alfonso Merry del Val y Zulueta, I marqués de Merry del Val, embajador de España en Londres, y nieta de otro Rafael Merry del Val, embajador en Bélgica y ante la Santa Sede y ministro plenipotenciario en la corte imperial de Viena, caballero de Malta, en posesión de numerosas condecoraciones y gentilhombre de Cámara de S.M., natural de Sevilla, y de Sofía de Zulueta y Wilcox, que lo era de Londres, de los condes de Torre Díaz. Con prole en que sigue el marquesado de Martorell.
6. Carlos José Mariano del Pilar Ignacio Álvarez de Toledo y Mencos, gemelo del anterior, que murió niño.
7. José Ignacio Álvarez de Toledo y Mencos, VII conde de Villapaterna, coronel de Infantería, que nació en San Sebastián el 2 de octubre de 1902. Casó en Málaga el 10 de noviembre de 1928, en la parroquial de la Santa Cruz y San Felipe Neri, con Julia Gross y Loring, V marquesa de Casa Loring, fallecida en dicha ciudad el 13 de marzo de 1994, hija de Ricardo Gross y Orueta y de Julia Loring y Heredia, III marquesa, naturales los tres de Málaga. Con sucesión en que siguen ambos títulos.
8. Luis Álvarez de Toledo y Mencos, que nació el 6 de octubre de 1904 y murió de tierna edad el 19 de agosto de 1910.
9. Genoveva Álvarez de Toledo y Mencos, nacida en San Sebastián el 12 de octubre de 1905, que murió niña el 28 de marzo de 1907.
10. Sor María Teresa Álvarez de Toledo y Mencos, religiosa del Sagrado Corazón, que nació en Madrid el 9 de febrero de 1907 y expiró el 20 de enero de 1992.
11. Lorenzo Álvarez de Toledo y Mencos, general de Caballería,[94] que nació en San Sebastián el 10 de julio de 1908 y murió en 2001. Fue VII marqués de Villabenázar por rehabilitación en 1983, pero al final de su vida fue desposeído del título en favor de Manuel Vázquez de Parga y Rojí, marqués de Valverde de la Sierra.[95] Casó en Fuenterrabía el 30 de octubre de 1931 con María de Liniers y Pidal, que falleció viuda el 22 de febrero de 2002,[96] hija de Tomás de Liniers y Muguiro, de los condes de Liniers, y de María del Amparo Pidal y Bernaldo de Quirós. Con prole.
12. Enrique Álvarez de Toledo y Mencos, nacido en San Sebastián el 10 de agosto de 1909.
13. Y Francisco Javier Álvarez de Toledo y Mencos, sacerdote y jurista, director espiritual del Colegio Mayor del Salvador en Salamanca, nacido el 3 de abril de 1911 en Madrid, donde murió el 14 de abril de 1994.

En 1935, por acuerdo de la Diputación de la Grandeza (que no fue convalidado), sucedió su hijo

• Alonso Álvarez de Toledo y Mencos (1896-1990), IV duque de Zaragoza, VII marqués de Miraflores y IX de Casa Pontejos, XI conde de Eril y XIII de los Arcos, cinco veces grande de España, XI marqués de San Felices de Aragón y VIII de Lazán, maestrante de Sevilla, embajador de España de carrera. Se cubrió ante el rey Alfonso XIII el 10 de marzo de 1917, y fue su gentilhombre de Cámara con ejercicio y servidumbre. Algunos de dichos títulos los distribuyó en vida entre sus hijos, conservando para sí hasta el fin de sus días los de duque de Zaragoza y marqués de Miraflores, ambos con grandeza. Nació el 28 de noviembre de 1896 en Madrid, donde murió el 2 de abril de 1990, y fue enterrado en su panteón del Monasterio de San Isidoro del Campo, en Santiponce (Sevilla).

Casó en San Sebastián el 6 de julio de 1921 con Rosalía Blanca Rúspoli y Caro, su prima segunda, nacida en París el 5 de agosto de 1898 y finada en Madrid el 28 de junio de 1926, hija de Carlos Rúspoli y Álvarez de Toledo, III duque de Sueca y III de la Alcudia, XVII conde de Chinchón, tres veces grande de España, y de María del Carmen Caro y Caro, su primera mujer, de los condes de Caltavuturo.

Y contrajo segundas nupcias en Madrid el 25 de septiembre de 1935 con María del Rosario Mencos y Armero, su prima segunda y sobrina carnal de su madrastra, nacida en Sevilla el 6 de octubre de 1915 y fallecida en Madrid el 24 de diciembre de 2010, hija de Alberto Mencos y Sanjuán, VIII conde del Fresno de la Fuente, y de María de la Concepción Armero y Castrillo, de los marqueses del Nervión, naturales de Sevilla.
De la primera tuvo por hija a
1. María del Rosario Ignacia Álvarez de Toledo y Rúspoli, que sigue,

Y de la segunda nacieron:
2. Íñigo Álvarez de Toledo y Mencos, XII conde de Eril, grande de España, que nació primogénito en Lisboa en 1936 y falleció sin descendencia y antes que su padre en Madrid el 14 de febrero de 1980. En la primogenitura se subrogó su hermano Manuel, y en el condado de Eril le sucedió su hermano Alberto.
3. Manuel Álvarez de Toledo y Mencos, subrogado en la primogenitura, que seguirá.
4. María de los Reyes Álvarez de Toledo y Mencos, XII marquesa de San Felices de Aragón, viuda de Salvador Molina y Moreno. Con descendencia.[101]
5. Alberto Álvarez de Toledo y Mencos, XII conde de Eril, grande de España, IX marqués de Lazán. Casó con María de la Soledad Rodríguez-Ponga y Salamanca, nacida en Madrid el 26 de marzo de 1949, hija de Pedro Rodríguez-Ponga y Ruiz de Salazar y de Soledad de Salamanca y Laffitte, de los condes de Campo Alange. Con prole.[102]
6. Y Mariano de Fátima Álvarez de Toledo y Mencos, XI marqués de Cañizar.

Por renuncia del anterior y Carta del generalísimo Franco del 28 de septiembre de 1951, sucedió su hija

• María del Rosario Álvarez de Toledo y Rúspoli, X marquesa de Casa Pontejos, grande de España, que nació en Madrid el 5 de noviembre de 1923 y murió soltera en la misma villa el 12 de febrero de 2017, a los 93 años de edad.

### Actual titular
Por Orden publicada en el BOE del 26 de enero de 2018 y Real Carta del 27 de junio del mismo año, sucedió su hermano consanguíneo

• Manuel Álvarez de Toledo y Mencos, V duque de Zaragoza, XI y actual marqués de Casa Pontejos y VIII de Miraflores, XIII conde de los Arcos, cuatro veces grande de España.

Casó en la ermita del Rosario de Chinchón, en mayo de 1970, con María Victoria González Quirino, hija de Luis M. González, embajador en Madrid de la República de Filipinas, y de Victoria Quirino y Syquía, su mujer (que en segundas nupcias casó con Francisco Delgado); nieta materna de Elpidio Quirino y Rivera, VI presidente de dicha República entre 1948 y 1953, y de Alicia Syquía. De este matrimonio tiene tres hijas:
1. Victoria Álvarez de Toledo y González,
2. María Álvarez de Toledo y González
3. y Lucía Álvarez de Toledo y González.